# Reforma econòmica xinesa
La reforma econòmica xinesa o miracle econòmic xinès,també coneguda internament com a reforma i obertura (en xinès: 改革开放, pinyin gǎigé kāifàng), fa referència a una varietat de reformes microeconòmiques anomenades socialisme amb característiques xineses i economia socialista de mercat a la República Popular de la Xina (RPX) que van començar a finals del segle xx. segle, després de la mort de Mao Zedong el 1976. Guiades per Deng Xiaoping, a qui sovint se li dóna l'apel·latiu d'Arquitecte General, les reformes van ser endegades pels reformistes dins del governant Partit Comunista Xinès (PCX) el 18 de desembre de 1978, durant el període conegut com a Boluan Fanzheng. Les reformes es van estancar breument després de les protestes de la plaça de Tian'anmen de 1989, però van reviscolar després de la gira al sud de Deng Xiaoping el 1992. Aquestes van portar a un creixement econòmic significatiu per a la Xina dins les dècades successives, i el fenomen s'ha considerat, des d'aleshores, com un "miracle econòmic". El 2010, la Xina va superar el Japó com a segona economia del món per PIB nominal,abans de superar els Estats Units el 2016 com a economia més gran del món per paritat del poder adquisitiu o PPA. D'altra banda, Deng i els seus aliats van iniciar un conjunt de reformes polítiques paral·leles a la dècada de 1980, però finalment van acabar el 1989 a causa de la repressió de les protestes de la plaça de Tian'anmen, fet que aturà una nova liberalització política.
Els èxits de la reforma i l'obertura es descriuen generalment des d'una gran perspectiva narrativa, mentre que els grans sacrificis de la classe obrera i de la gent d'estatus social més baix són generalment ignorats. L'economia xinesa, que encara està dominada per empreses de propietat estatal, sovint condueix al monopoli del mercat i a la competència deslleial. A la "Resolució sobre les principals fites i l'experiència històrica de la lluita del centenari del partit", publicada l'any 2021, s'esmentava que francament calia millorar una sèrie de problemes provocats per la reforma i l'obertura, però la resolució tanmateix elogiava la direcció d'aquesta política bàsica.

## Història de les reformes
El Partit Comunista Xinès (PCX) va dur a terme les reformes del mercat en dues etapes. La primera etapa, a finals dels anys setanta i principis dels vuitanta, va implicar la descol·lectivització de l'agricultura, l'obertura del país a la inversió estrangera i el permís als empresaris per iniciar negocis. No obstant això, un gran percentatge de les indústries va romandre de propietat estatal. La segona etapa de la reforma, a finals dels anys vuitanta i noranta, va implicar la privatització i la subcontractació de bona part de la indústria de propietat estatal. L'aixecament dels controls de preus el 1985 va ser una reforma important,i tot seguit es va produir i l'aixecament de les polítiques i regulacions proteccionistes, per bé que van romandre els monopolis estatals als sectors clau de l'economia, com la banca i el petroli.
L'any 2001, la Xina es va unir a l'Organització Mundial del Comerç (OMC). Poc després, el sector privat va créixer notablement, i va arribar a representar fins al 70% del producte interior brut (PIB) de la Xina el 2005.Des del 1978 fins al 2013, es va produir un creixement sense precedents, amb un creixement econòmic d'un 9,5% anual. L'administració de Hu Jintao i Wen Jiabao va adoptar un enfocament més conservador cap a les reformes i van regular i controlar l'economia amb més força després del 2005, uns fets que revertiren algunes reformes.

### Origen
Abans de les reformes de Deng Xiaoping, l'economia de la Xina va patir a causa de les polítiques planificades centralment, com el Gran Salt Endavant i la Revolució Cultural, que van provocar l'estancament, la ineficiència i la pobresa.Abans de les reformes, l'economia xinesa estava dominada per la propietat estatal i la planificació central. Entre 1950 i 1973, el PIB real xinès per càpita va créixer a un ritme del 2,9% anual de mitjana, tot i que amb fluctuacions importants.Això el va situar prop del centre de les nacions asiàtiques durant el mateix període, amb països veïns com Japó, Corea del Sud, Singapur i, aleshores, la República de la Xina (RDX) de Chiang Kai-shek, que superaven la taxa de creixement de la Xina continental. A partir de 1970, l'economia va entrar en un període d'estancament,i després de la mort de Mao Zedong, la direcció del PCX va decidir abandonar el maoisme i recórrer a reformes orientades al mercat per salvar l'economia estancada. El setembre de 1976, Mao Zedong va morir, i a l'octubre, Hua Guofeng juntament amb Ye Jianying i Wang Dongxing, van arrestar la Banda dels Quatre i posaren fi a la Revolució Cultural. La ruptura de Hua amb les polítiques econòmiques de l'era de la Revolució Cultural va ser coherent amb l'agenda de reformes de 1975 de Deng Xiaoping.Hua va fer del desenvolupament econòmic nacional una qüestió de màxima prioritat i va posar èmfasi en la necessitat d'aconseguir "l'alliberament de les forces productives"."Va combinar una gran industrialització d'estil soviètic amb una obertura al món capitalista" i sota el seu lideratge, la Xina va obrir la seva primera Zona Econòmica Especial i va endegar grans esforços per atraure inversió estrangera directa.
Les reformes econòmiques van començar seriosament durant el període Boluan Fanzheng, especialment després que Deng i els seus aliats reformistes van assolir el poder amb Deng substituint Hua Guofeng com a líder suprem el desembre de 1978. Quan Deng va arribar al poder, hi havia un gran suport entre l'elit. per a dur a ternme reformes econòmiques. De 1978 a 1992, Deng va descriure la reforma i l'obertura com un "experiment a gran escala" que requeria una "experimentació a la pràctica" exhaustiva en lloc de coneixements de llibres de text.(p65) Com a líder de facto, les polítiques de Deng es van enfrontar a l'oposició dels conservadors del partit, però van ser molt reeixides a l'hora d'augmentar la riquesa del país.
Les reformes importants (incloent-hi la descol·lectivització rural, la reforma de l'empresa pública i la reforma de la sanitat rural) gairebé sempre van començar primer com a experiments locals descentralitzats subjectes a la intervenció d'alts càrrecs del Partit Comunista abans que fossin adoptats més àmpliament.(p6)

### 1979–1984

Imatge de Deng Xiaoping a Shenzhen, Guangdong, una de les primeres zones econòmiques especials aprovades per Deng el 1979

El 1979, Deng Xiaoping va posar èmfasi en l'objectiu de les "Quatre modernitzacions" i va proposar posteriorment la idea del xiaokang, o "societat moderadament pròspera".Els èxits de Lee Kuan Yew per crear un èxit econòmic a Singapur van tenir un efecte profund en el lideratge del PCX a la Xina. Els líders de la Xina van fer un esforç important, especialment sota Deng Xiaoping, per emular les seves polítiques de creixement econòmic, emprenedoria i supressió subtil de la dissidència. Al llarg dels anys, més de 22.000 funcionaris xinesos van ser enviats a Singapur per estudiar els seus mètodes.
En general, les reformes d'aquest període van començar amb experiments locals, que van ser adoptats i ampliats en altres llocs una cop s'havia demostrat el seu èxit.(p127) Els funcionaris generalment s'enfrontaven a poques sancions per experimentar i fracassar i els que desenvolupaven programes amb èxit van rebre elogis i reconeixement.(p127)L'enfocament de baix a dalt de les reformes promogudes per Deng, en contrast amb l'enfocament de dalt a baix de la Perestroika a la Unió Soviètica, es considera un factor important que contribueix a l'èxit de la transició econòmica de la Xina.
Les primeres reformes van començar a l'agricultura. A finals de la dècada del 1970, el subministrament i la producció d'aliments s'havien tornat tan deficients que els funcionaris governamentals van advertir que la Xina estava a punt de repetir el "desastre de 1959", les fams que van matar desenes de milions durant el Gran Salt Endavant. Deng va respondre descol·lectivitzant l'agricultura i emfatitzant el sistema de responsabilitat de la llar, que dividia la terra de les comunes populars en parcel·les privades. Sota la nova política, els camperols podien exercir el control formal de les seves terres sempre que venguessin una part contractada dels seus cultius al govern.Aquest moviment va augmentar la producció agrícola en un 25 per cent entre 1975 i 1985, i fou un precedent per a la privatització d'altres parts de l'economia.
També es van implementar reformes a la indústria urbana per augmentar la productivitat. Es va introduir un sistema de doble preu, en el qual (reforma de l'empresa estatal de 1979) les indústries de propietat estatal podien vendre qualsevol producció per sobre de la quota del pla, i les mercaderies es venien tant a preus de pla com de mercat, fet que permetia als ciutadans evitar l'escassetat de l'època maoista. A més, el sistema de responsabilitat industrial implantat als anys 80 va permetre que persones o col·lectius gestionessin empreses mitjançant contractes, fet que va impulsar encara més el desenvolupament de les empreses de propietat estatal. Les empreses privades adquirides pel Partit Comunista Xinès van poder operar per primera vegada, i la seva participació en la producció industrial va augmentar gradualment. . La flexibilitat dels preus ha millorat i l'escala de la indústria de serveis es va ampliar.
Per primera vegada des de l'època del Kuomintang, la Xina es va obrir a la inversió estrangera directa.Deng Xiaoping va establir una sèrie de zones econòmiques especials (ZES) per a la inversió estrangera. Les regulacions i intervencions burocràtiques que impedien el creixement econòmic tenien relativament poc impacte en aquestes zones en comparació amb altres regions i, per tant, aquestes ZES eren relativament liberals. Aquestes regions es van convertir en els motors del creixement econòmic nacional.El nombre i l'escala de zones econòmiques especials segueix augmentant. El 15 de juliol de 1979, el Comitè Central del Partit Comunista Xinès i el Consell d'Estat van decidir crear zones econòmiques especials a Shenzhen, Zhuhai, Shantou i Xiamen.
Des d'aleshores, el govern xinès ha establert més zones econòmiques especials. A més, el PCX va aixecar la prohibició dels treballadors autònoms i les indústries domèstiques rurals i va restaurar els petits mercats de productes bàsics urbans i rurals. A finals de 1979, hi havia uns 100.000 negocis industrials i comercials individuals aprovades per obrir negocis a tot el país El 1981, el nombre de negocis industrials i comercials individuals dels quals se n'havia aprovat l'obertura arribava a 1,01 milions.
El juliol de 1979, la Xina va adoptar la seva primera Llei d'aliança d'empreses amb inversió xinesa i estrangera. Aquesta llei va ser eficaç per ajudar a atraure i absorbir tecnologia i capital estrangers de països avançats com els Estats Units, va facilitar les exportacions de la Xina a aquests països i, per tant, va contribuir al ràpid creixement econòmic posterior de la Xina.
Sota el lideratge de Yuan Geng, es va formar gradualment el "model Shekou" de desenvolupament, plasmat en el seu famós eslògan el temps és diners, l'eficiència és vida, que després es va estendre àmpliament a altres parts de la Xina.El 24 de gener de 1984, Deng va agafar un tren especial a Guangzhou durant les "vacances" d'hivern, va passar dues setmanes inspeccionant Guangdong i Fujian, incloses les tres zones econòmiques especials de Shenzhen, Zhuhai i Xiamen, i també va inspeccionar el ràpid desenvolupament de Zhongshan i Shunde, prop del comtat de Zhuhai.Deng també va encoratjar la construcció de zones especials i va proposar obrir més ciutats al món exterior:51-52 A nivell exterior, la Xina va decidir ampliar el grau d'obertura al món exterior::32 ampliar la quantitat d'importacions i l'abast dels països importadors;:119millorar l'estructura dels productes importats, tot centrant-se en l'aportació de tecnologia; proporcionar capital estranger per entrar directament a la Xina per establir fàbriques, millorar l'estructura de producció de la Xina i enviar un gran nombre d'estudiants estrangers a Occident per estudiar ciència i tecnologia.
A l'octubre, es va celebrar a Beijing la Tercera Sessió Plenària del 12è Comitè Central del Partit Comunista de la Xina. A la reunió es va adoptar la Decisió sobre la Reforma del Sistema Econòmic, la qual cosa va marcar el llançament de la reforma del sistema econòmic urbà.

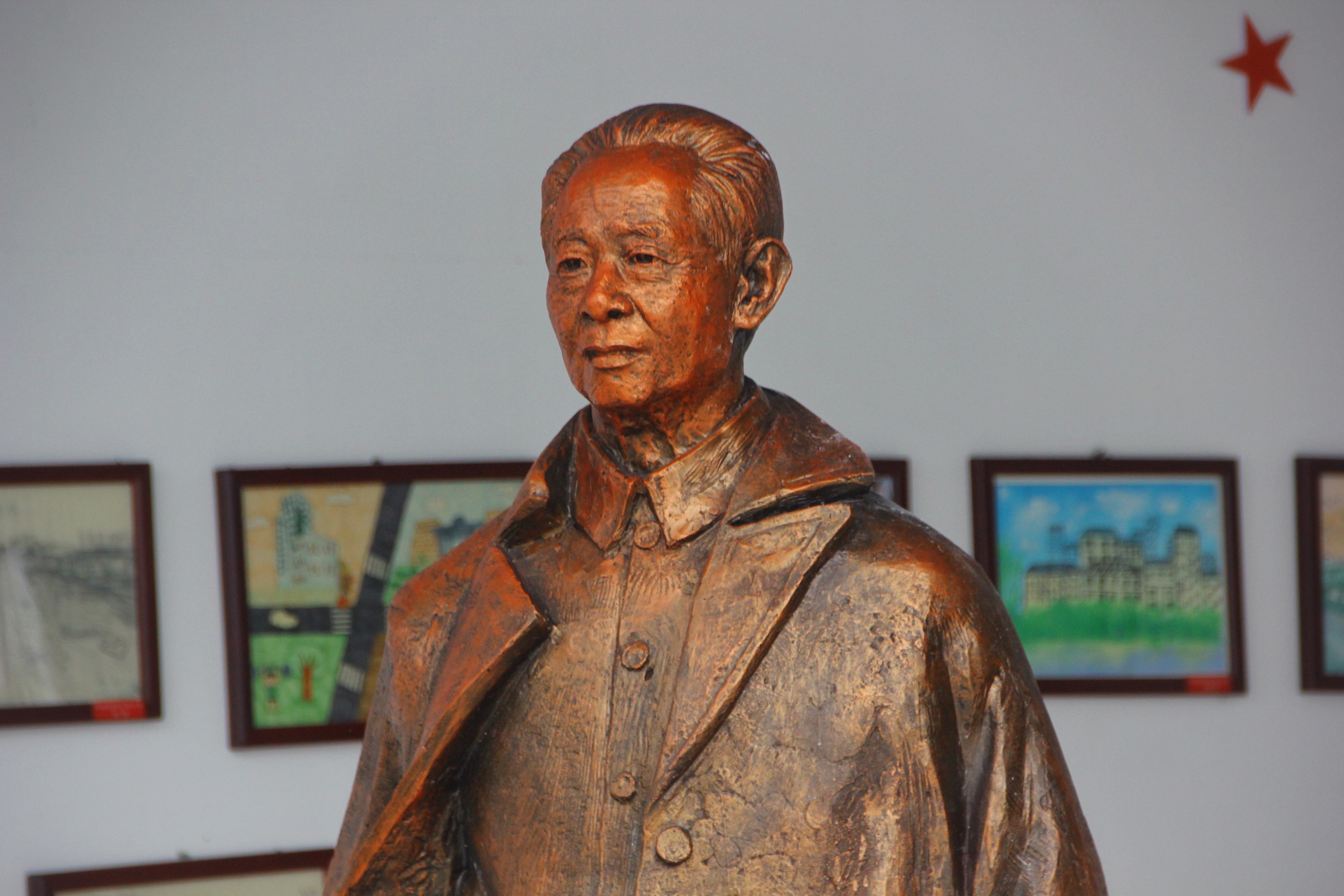
Hu Yaobang, llavors secretari general del PCX, va tenir un paper important en la implementació de les reformes juntament amb Zhao Ziyang, llavors primer ministre de la Xina.

En els primers dies de la reforma i l'obertura, Deng Xiaoping, Hu Yaobang i Zhao Ziyang eren coneguts col·lectivament com la "troika" que conduïa la Xina cap a la reforma i l'obertura. Altres líders que van afavorir les reformes de Deng inclouen Xi Zhongxun (el pare de Xi Jinping), Wan Li, Hu Qili i altres.Un altre líder influent va ser Chen Yun, considerat per alguns com la segona persona més poderosa de la Xina després de Deng amb una ideologia més conservadora de les reformes. Tot i que Deng Xiaoping és considerat l'arquitecte de les reformes econòmiques de la Xina moderna, Chen va estar més directament involucrat en els detalls de la seva planificació i construcció, i va dirigir una força que es va oposar a moltes de les reformes de Deng.Ambdues parts van lluitar per la direcció general de les reformes fins que Chen va morir el 1995.Una característica clau de les idees de Chen era utilitzar el mercat per assignar recursos, dins de l'abast d'un pla global. Algunes reformes de principis de la dècada de 1980 van ser, en efecte, la implementació d'un programa que Chen havia esbossat a mitjans dels anys cinquanta. Chen anomenà això "economia de la gàbia d'ocells (鸟笼经济/鳥籠經濟)".Segons Chen, "la gàbia és el pla, i pot ser gran o petita. Però dins de la gàbia l'ocell [l'economia] és lliure de volar com vulgui".Chen i alguns altres líders conservadors, inclòs Li Xiannian, no van visitar mai Shenzhen, la principal zona econòmica especial defensada per Deng.

### 1984–1993

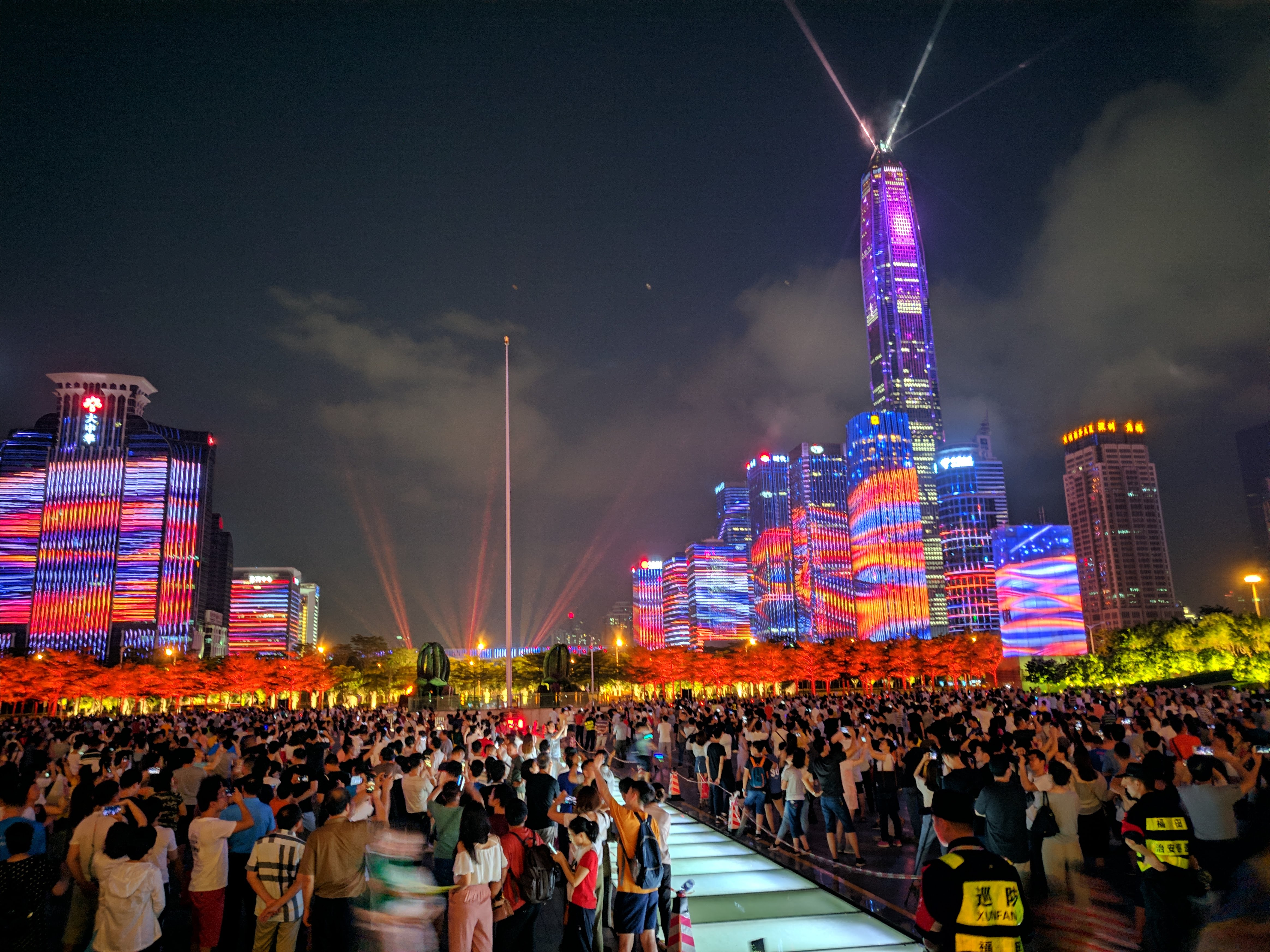
Shenzhen, una de les primeres zones econòmiques especials de la Xina i la "Silicon Valley de la Xina".Importants empreses d'alta tecnologia com Huawei, ZTE i Konka es van fundar a Shenzhen als anys vuitanta.

L'octubre de 1984, el Partit va adoptar la seva Decisió sobre la reforma del sistema econòmic, un fet que marcà un canvi important en el pensament dels responsables polítics xinesos pel que fa als mecanismes del mercat. La Decisió reconeixia que una economia planificada no era l'única manera de desenvolupar el socialisme i que les polítiques prèvies que restringien l'economia de mercaderies havien obstaculitzat el desenvolupament socialista. Després de la Decisió, la reforma es va centrar a construir una economia de mercaderies planificada socialista amb característiques xineses.
Els controls a les empreses privades i la intervenció del govern van continuar disminuint, sobretot en el sector agroalimentari que va veure relaxats els controls de preus el 1985i l'establiment del sistema de responsabilitat de la llar, i hi va haver una privatització a petita escala de les empreses estatals que s'havien tornat inviables. Un desenvolupament notable va ser la descentralització del control estatal, un fet que deixava als líders provincials locals experimentar amb maneres d'augmentar el creixement econòmic i privatitzar el sector estatal.Les empreses de municipis i pobles, empreses nominalment propietat dels governs locals però efectivament privades, van començar a guanyar quota de mercat a costa del sector estatal.Amb l'ajuda de Yuan Geng, es van establir a Shekou el primer banc comercial per accions de la Xina, el China Merchants Bank, i la primera companyia d'assegurances per accions de la Xina, la Ping An Insurance. Al maig de 1984, catorze ciutats costaneres de Xina, entre elles Xangai, Guangzhou i Tianjin, van ser designades "ciutats costaneres obertes" (沿海开放城市)".
Un debat econòmic important durant aquest període es va centrar en l'enfocament de la liberalització dels preus i si la Xina hauria d'adoptar un enfocament coherent amb la teràpia de xoc —liberalització sobtada dels preus— o un enfocament més gradual. Però el 1986, aquest últim enfocament va triomfar."Enfrontats a les diverses i autoritzades advertències sobre els riscos imprevisibles d'imposar el xoc de la reforma de preus i la incertesa sobre els seus beneficis", el primer ministre Zhao Ziyang i la direcció van rebutjar finalment la reforma dels preus de xoc. Zhao havia acceptat l'argument que la preocupació bàsica de la reforma econòmica era dinamitzar les empreses. A finals d'estiu, el que va començar sota la rúbrica de "paquet de reforma integral coordinat" s'havia diluït a un ajust en el preu de l'acer (tot i que el seu preu era important, havia tingut un pes simbòlic), així com a una reforma fiscal i financera parcial.La reforma radical de preus va tornar a ser el focus d'atenció el 1988, i aquesta vegada va conduir a una espiral inflacionària (la primera vegada que això passava des dels anys 1940), així com a una reacció que va incloure protestes locals, pànic bancari, etc. i compres de pànic. Els dirigents xinesos van detenir aquests plans de liberalització de preus a la tardor del 1988 i, en canvi, es van centrar en l'austeritat, la reforma de preus i la reducció de despeses.

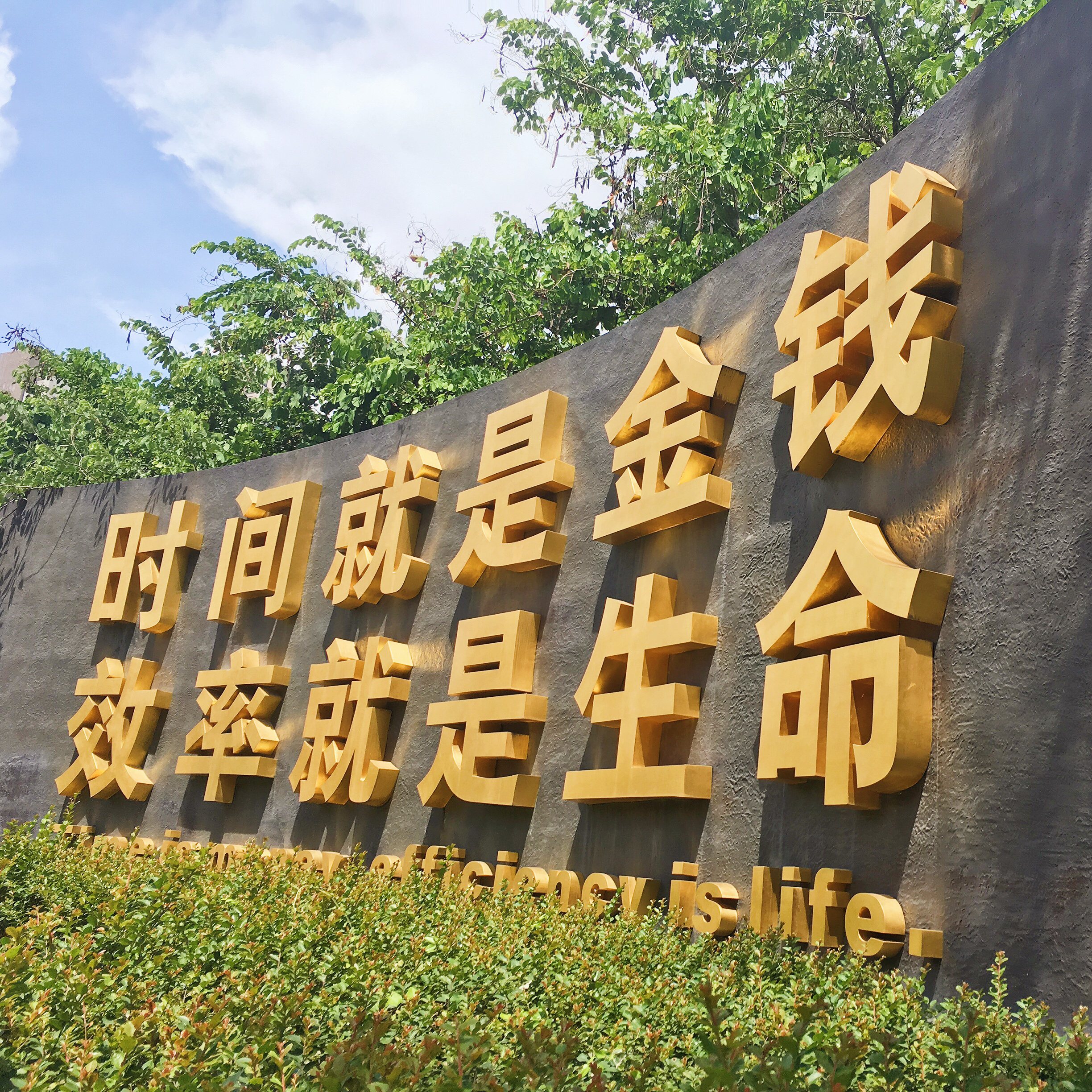
L'eslògan "el temps és diners, l'eficiència és vida" de Shekou, Shenzhen, que representa la "velocitat de Shenzhen"

La corrupció i l'augment de la inflació van augmentar el descontentament, i van contribuir a les protestes de la plaça de Tian'anmen de 1989 i a una reacció conservadora després d'aquell esdeveniment que va expulsar a diversos reformadors clau i va amenaçar de revertir moltes de les reformes de Deng.Els fets de 1988 i 1989 van provocar l'empresonament o l'exili de molts funcionaris reformistes. No obstant això, Deng va mantenir les seves reformes i el 1992 va afirmar la necessitat de continuar amb les reformes en la seva gira pel sud. Gràcies al seu estímul, el novembre de 1990 es va reobrir la Borsa de Shanghai després de ser tancada per Mao 40 anys abans, mentre que la Borsa de Shenzhen també es va fundar el desembre de 1990.
En contrast amb l'enfocament de Deng, els ancians conservadors liderats per Chen Yun van cridar a aconseguir un equilibri entre una economia de mercat massa laissez faire i mantenir el control estatal sobre àrees clau de l'economia. Chen Yun va ajudar a preservar l'economia tot evitant polítiques que haurien danyat els interessos de grups d'interès especial a la burocràcia governamental.
Encara que l'economia va créixer ràpidament durant aquest període, els problemes econòmics en l'ineficient sector estatal van augmentar. Les grans pèrdues s'havien de compensar amb els ingressos de l'estat i actuaven com un drenatge per a l'economia. La inflació va esdevenir problemàtica el 1985, 1988 i 1992. Les privatitzacions van començar a accelerar-se després de 1992, i el sector privat va créixer com a percentatge del PIB. El govern de la Xina va ampliar lentament el reconeixement de l'economia privada, primer com a "complement" del sector estatal (1988) i després com a "component important" (1999) de l'economia socialista de mercat.

### 1993–2005

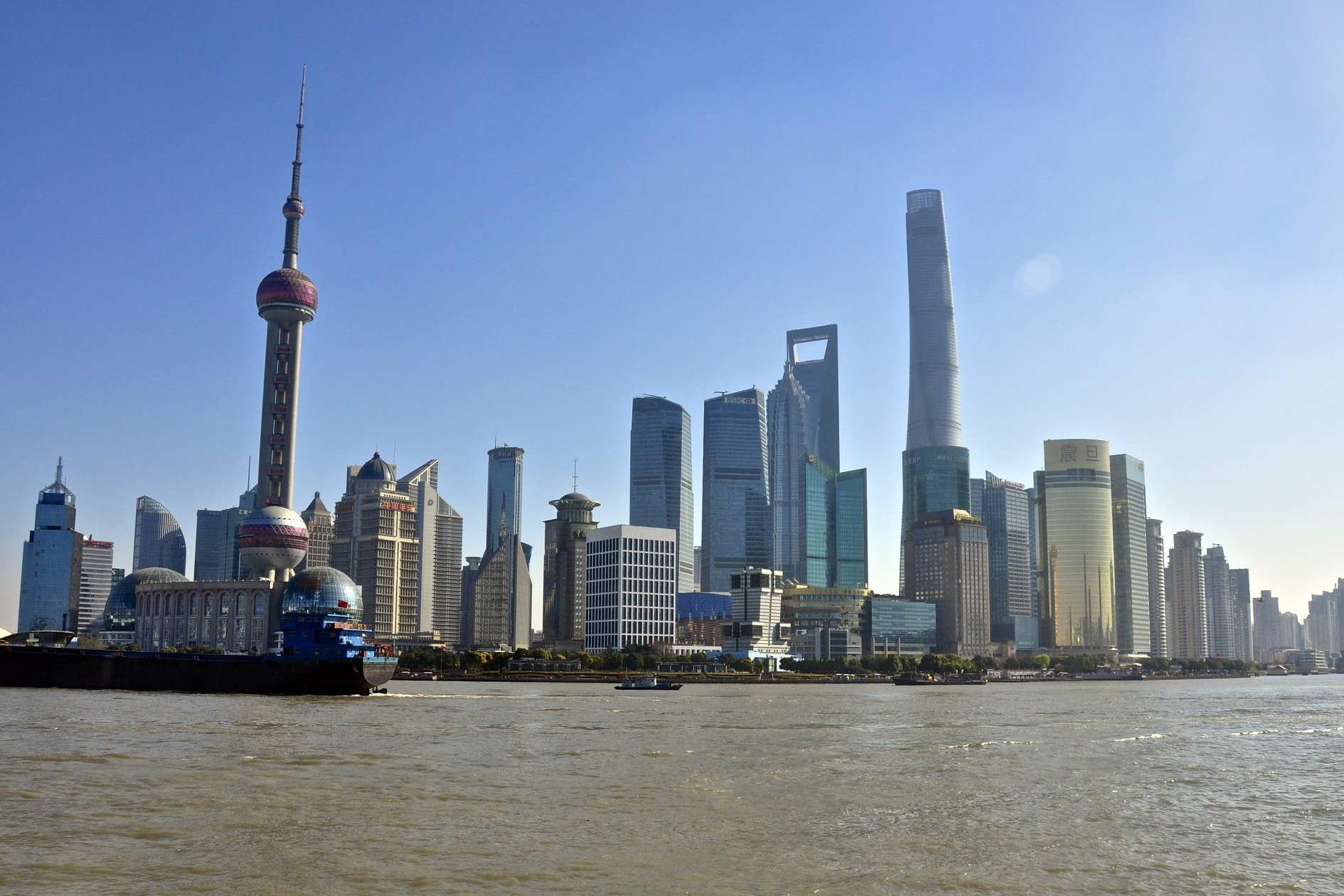
El districte financer de Lujiazui de Pudong, Xangai, el centre financer i comercial de la Xina moderna

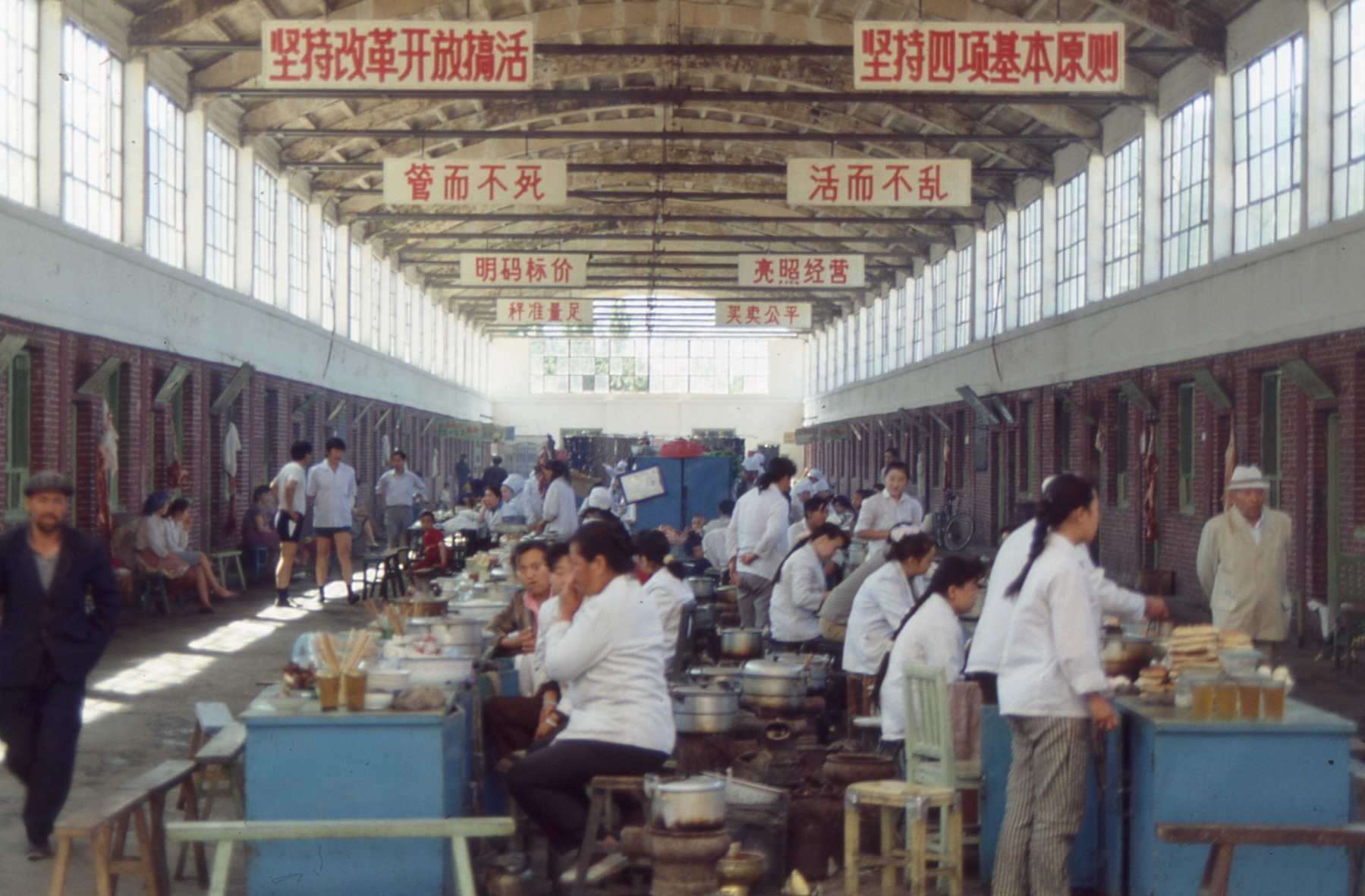
Un mercat a Kaixgar l'any 1992 amb lemes de "Insisteix en la reforma i l'obertura", una interpretació alternativa d'insistir en la reforma econòmica xinesa que estava en marxa en aquell moment.

A principis de la dècada del 1990, Deng Xiaoping va obligar Chen Yun, president de la Comissió Assessora Central, Yang Shangkun, president de la Xina, i altres ancians conservadors a retirar-se i va començar a implementar reformes exhaustives.
L'any 1993, el Congrés Popular Nacional va aprovar la històrica Llei de Corporacions.Disposa que a les empreses de propietat estatal, l'estat no és més que un inversor i controlador d'accions i actius.D'acord amb la Llei de Corporacions, la inversió privada i estrangera en aquestes empreses ha de ser inferior al 49%. La llei també permetia a les empreses estatals declarar-se en fallida en cas de fracàs comercial.
Al principi, Chen va donar suport a Deng, va dur a terme i va implementar moltes de les reformes influents que van fer més rica una generació de xinesos. Però més tard, Chen es va adonar que l'estat encara necessitava una implicació activa de mà de ferro al mercat per evitar que el sector privat esdevingués indomable. La crítica de Chen a les reformes econòmiques posteriors de Deng va tenir una gran influència dins del PCX i es va reflectir en les polítiques dels líders de la Xina després de Deng. Les teories de Chen van donar suport als esforços de Jiang Zemin i Hu Jintao per utilitzar el poder de l'estat per proporcionar límits per al funcionament del mercat i per mediar el dany que el capitalisme pot fer a aquells que tenen dificultats per beneficiar-se del mercat lliure. La noció de Chen del PCX com un "partit governant" va ser fonamental per a la redefinició del paper del partit a les tres representacions de Jiang Zemin. L'any 2005, amb motiu del centè aniversari del naixement de Chen, la premsa del Partit va publicar, al llarg de diverses setmanes, les actes d'un simposi que discutia les contribucions de Chen a la història, la teoria i la pràctica del PCX.
Després d'una acurada selecció durant la seva vida, Deng Xiaoping va designar com a successors seus dos reformadors apassionats: Jiang Zemin i Zhu Rongji. Al mateix temps, el 14è Congrés Nacional del Partit Comunista de la Xina va proposar clarament l'establiment d'un sistema econòmic socialista de mercat. Des de llavors, les empreses estatals xineses han establert successivament sistemes empresarials moderns.
Tot i que Deng va morir el 1997, les reformes van continuar sota els seus successors, que també van acatar els consells de Chen Yun per mantenir les reformes estables i mantenir l'estat encara a càrrec de les àrees clau. El 1997 i el 1998 es va produir una privatització a gran escala, en la qual totes les empreses estatals, excepte alguns grans monopolis, van ser liquidades i els seus actius es van vendre a inversors privats. Entre el 2001 i el 2004, el nombre d'empreses estatals va disminuir un 48 per cent. Durant el mateix període, Jiang i Zhu també van reduir els aranzels, les barreres comercials i les regulacions, van reformar el sistema bancari, van desmantellar gran part del sistema de benestar social de l'era de Mao i van obligar l'exèrcit xinès a desprendre's dels negocis militars;  La Xina va reduir la seva inflació i es va unir a l'Organització Mundial del Comerç. Aquests moviments van provocar el descontentament entre alguns grups, especialment els treballadors acomiadats d'empreses estatals que havien estat privatitzades
El 2005, l'economia privada nacional va superar per primera vegada el 50% del PIB. Aquesta proporció ha continuat creixent des de llavors.El mateix any, la Xina va poder superar el Japó i va esdevenir l'economia més gran d'Àsia i la segona economia mundial, en termes de paritat de poder adquisitiu. Tanmateix, en sector com la indústria petroliera i la banca, encara existeixen monopolis de propietat estatal.

### 2005–2012
En el 16è Congrés Nacional del Partit Comunista de la Xina el 2002, líders com Jiang Zemin i Zhu Rongji, que afavorien la reforma, van començar a renunciar a les seves posicions de lideratge, mentre que Hu Jintao i Wen Jiabao, que tendien a ser conservadors, van començar a revertir algunes de les reformes de Deng Xiaoping el 2005. Els observadors assenyalen que el govern va adoptar polítiques més igualitàries i populistes. L'administració de Hu-Wen va augmentar els subsidis i els controls al sector sanitari,va augmentar el finançament per a l'educació, va aturar la privatització, i va adoptar una política monetària laxa, que va provocar la formació d'una bombolla immobiliària a l'estil dels Estats Units, en la qual els preus immobiliaris es van triplicar.El privilegiat sector estatal va ser el principal receptor de la inversió del govern que, sota la nova administració, va promoure l'ascens de grans "campions nacionals" que podien competir amb grans corporacions estrangeres.No obstant això, la proporció d'empreses estatals en el nombre total d'empreses ha continuat baixant fins al 5%, tot i que la seva participació en la producció total es va mantenir en el 26%. Els tipus de canvi del iuan també es van liberalitzar i es va trencar la vinculació amb el dòlar dels Estats Units, fet que va fer que el iuan augmentés un 31% respecte al dòlar entre 2005 i 2012.El creixement econòmic de la Xina ha estat de mitjana al voltant del 10% sota Hu, mentre que el l'economia va superar el Regne Unit, França, Alemanya i el Japó.

### 2012–2020
Al 18è Congrés Nacional del Partit Comunista de la Xina el novembre de 2012, Xi Jinping va ser escollit secretari general del Comitè Central del PCX i president de la Comissió Militar Central i va arribar al poder.
En aquest congrés, tant el secretari general sortint, Hu Jintao, com el líder entrant del partit, Xi Jinping, van emfatitzar repetidament que la corrupció és una amenaça per a la supervivència del partit. Xi va fer una menció especial a la corrupció en el seu discurs inaugural com a secretari general el 15 de novembre de 2012.En els seus primers dies al càrrec, Xi va prometre reprimir "els tigres i les mosques", és a dir, tant els alts càrrecs com els petits funcionaris. També va advertir als seus companys del Politburó que la corrupció "condemnaria el partit i l'estat".En aquesta línia, Zhou Yongkang va ser el primer membre del Comitè Permanent del Politburó investigat per corrupció de la història. Zhou fou condemnat a cadena perpètua per suborn, més set anys per abús de poder i quatre anys per "filtració de secrets d'estat".Des de llavors, molts alts funcionaris han estat investigats i processats.
Sota la batuta de Xi i la seva administració, el PCX ha buscat nombroses reformes, i el Tercer Ple del 18è Comitè Central va anunciar que les "forces del mercat" començarien a tenir un paper "decisiu" en l'assignació de recursos.Xi va llançar la Zona de Lliure Comerç de Xangai l'agost de 2013, vista com a part de les reformes. A més, ha expressat el seu suport a les empreses estatals,i durant el seu mandat, almenys 288 empreses van revisar el 2017 els seus estatuts corporatius per permetre al PCX una major influència en la gestió corporativa i reflectir la línia del partit. Aquesta tendència també inclou les empreses que cotitzen a Hong Kong, que tradicionalment han minimitzat els seus vincles amb el partit, però ara estan "reescrivint llurs estatuts per establir formalment comitès del partit que abans només existien a nivell de grup".En altres dimensions, segons Ray Dalio, l'era Xi també ha estat marcada per l'obertura econòmica, una major presa de decisions orientada al mercat i la interrupció del suport a les empreses estatals mal gestionades.
Xi ha augmentat el poder dels òrgans del PCX en la presa de decisions econòmiques, i ha disminuït la influència del Consell d'Estat i el primer ministre. La seva administració va facilitar als bancs l'emissió d'hipoteques, va augmentar la participació estrangera en el mercat de bons i va augmentar el paper global de la moneda nacional, el renminbi, i el va ajudar a unir-se a la cistella de drets especials de gir de l'FMI. La seva administració també ha dut a terme una campanya de desapalancament (reducció) del deute amb l'objectiu de frenar i reduir la quantitat insostenible de deute que ha acumulat la Xina durant el seu creixement econòmic.
L'administració de Xi també ha reorientat l'economia per augmentar l'autosuficiència i, en conseqüència, ha llançat dues campanyes; Made in China 2025 i els estàndards de la Xina 2035, que han intentat ampliar i desplaçar el domini dels Estats Units en diversos sectors d'alta tecnologia,tot i que públicament la Xina va menystenir aquests plans a causa de l'esclat d'una guerra comercial amb els Estats Units el 2018.Això s'acompanya d'una aplicació més agressiva de polítiques comercials, en línia amb una visió que veu que la Xina avança cap a un paper més actiu en la redacció de les regles del comerç.
Alguns analistes també han afegit que l'era de la reforma s'ha reduït significativament durant el lideratge de Xi quan els reformistes van perdre el poder,i citen que Xi ha reafirmat el control estatal sobre diferents aspectes de la societat xinesaincloent l'economia.

### 2020–present
El 14 de maig del 2020, el Comitè Permanent del Buró Polític del Comitè Central del PCX va proposar construir un "nou patró de desenvolupament en el qual els cicles duals nacionals i internacionals es promouen mútuament", que vol dir reorientar l'economia cap al consum intern, alhora que es manté oberta al comerç exterior i a la inversió.Des del 2021, la seva administració ha formulat la política de les "tres línies vermelles" que pretenia el desapalancament del molt endeutat sector immobiliari.
El setembre del 2020, el PCX va anunciar que reforçaria el treball del Front Unit al sector privat mitjançant l'establiment de més comitès de partit a les federacions regionals d'indústria i comerç (FIC) i organitzant un enllaç especial entre les FIC i el PCX.
Des del 2021, Xi ha promogut el terme "prosperitat comuna", un terme que va definir com un "requisit essencial del socialisme", qualificat de riquesa per a tots i va dir que comportava ajustaments raonables als ingressos excessius.
El 23 d'octubre del 2022, la Primera Sessió Plenària del 20è Comitè Central del PCX va escollir un nou membre del cos central de direcció. Xi Jinping va ser reelegit com a secretari general del Comitè Central del PCX i president de la Comissió Militar Central del PCX,amb la qual cosa endegava un tercer mandat sense precedents.
El 10 de març del 2023, Xi Jinping va ser elegit president de la República Popular de la Xina per tercera vegada, en la primera sessió del 14è Congrés Popular NacionalÉs el primer president de la història de la República Popular de la Xina que assoleix un mandat de més de deu anys.
El 25 de juny del 2023, el Consell d'Estat de la Xina va aprovar oficialment l'establiment de la Zona Consolidada Integral de Xiong'an.
El 28 de juny del 2023 s'aprova, a la tercera reunió del Comitè Permanent del 14ena legislatura del Congrés Nacional Popular, l'article 4de la Llei de relacions exteriors de la República Popular de la Xina, que estableix que la República Popular de la Xina s'adhereix a la política nacional bàsica d'obertura al món exterior.
L'1 de novembre del 2023 es va establir oficialment, com a 22a zona pilot de lliure comerç a la Xina continental, la zona pilot de lliure comerç de Xinjiang. La Xina va anunciar que a aquesta zona se li atorgarà una autonomia de reforma més gran.
El 24 de novembre del 2023, el Ministeri d'Afers Exteriors xinès va anunciar que implementaria una política unilateral d'exempció de visats, en estades inferiors a 15 dies, per a França, Alemanya, Itàlia, els Països Baixos, Espanya i Malàisia, des de l'1 de desembre de 2023 fins al 30 de novembre del 2024.
El 15 de desembre del 2023, l'Administració estatal de divises de la Xina va anunciar que portaria a terme un programa pilot d'alt nivell per a l'obertura del comerç i la inversió transfronterera a Xangai, Jiangsu, Guangdong, Pequín, Zhejiang, Hainan i altres regions, i polítiques pilot per promoure el comerç transfronterer i la inversió i la facilitació del finançament.
El 24 de gener del 2024, el govern xinès va emetre el "Pla d'implementació pilot de la reforma integral de la nova àrea de Pudong (2023-2027)".
El 19 de març del 2024, el govern xinès va publicar el "Pla d'acció per promoure sòlidament l'obertura d'alt nivell al món exterior i fer més esforços per atraure i utilitzar la inversió estrangera", amb la intenció d'atreure més inversió estrangera en ampliar les àrees invertibles de capital estranger al continent i en optimitzar l'entorn empresarial.

## Efectes de les reformes

### Rendiment econòmic

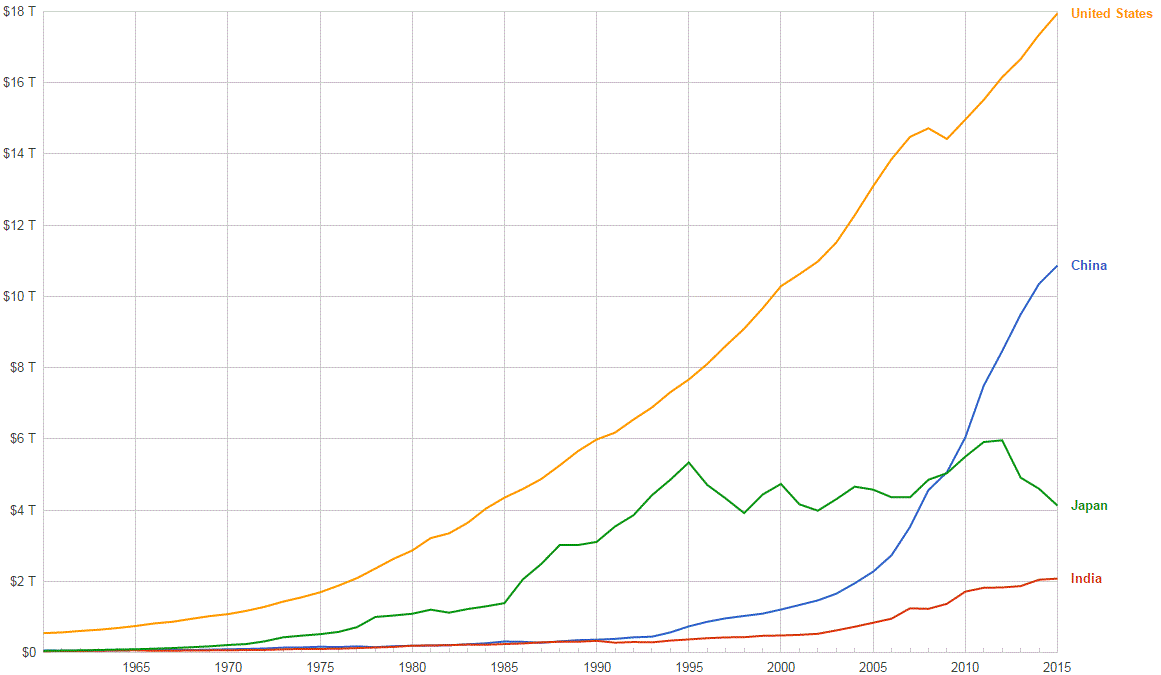
Tendència del PIB nominal de la Xina del 1952 al 2015. Observeu el ràpid augment des de la reforma de finals dels anys setanta.

L'èxit de les polítiques econòmiques de la Xina i la manera d'implementar-les han donat lloc a canvis immensos a la societat xinesa en els darrers 40 anys, inclosa una gran disminució de la pobresa, mentre que tant els ingressos mitjans com la desigualtat d'ingressos han augmentat, cosa que ha portat a una reacció encapçalada per la Nova Esquerra, més pura ideològicament. Els estudiosos han debatut el motiu de l'èxit de l'economia xinesa de "doble via" i l'han comparat amb els intents de reformar el socialisme al Bloc de l'Est i a la Unió Soviètica, així com al creixement d'altres economies en desenvolupament. A més, aquesta sèrie de reformes ha donat lloc a l'estatus de la Xina com a gran potència i un desplaçament dels interessos geopolítics internacionals cap a la Xina, especialment en qüestions relacionades amb l'ambigu estatus polític de Taiwan. Alguns analistes també han afegit que l'era de la reforma s'ha reduït significativament durant el lideratge de l'actual secretari general del PCX, Xi Jinping, quan els reformistes van perdre el poder.i asseguren que Xi ha reafirmat el control estatal sobre diferents aspectes de la societat xinesa,inclosa l'economia.
Després de tres dècades de reformes, l'economia de la Xina ha experimentat un dels majors auges del món. L'agricultura i la indústria lleugera s'han privatitzat en gran part, mentre que l'estat encara manté el control d'algunes indústries pesants. Malgrat el domini de la propietat estatal en finances, telecomunicacions, petroli i altres sectors importants de l'economia, els empresaris privats continuen expandint-se en sectors abans reservats a l'empresa pública. També s'han liberalitzat els preus.
El creixement econòmic de la Xina des de la reforma ha estat molt ràpid, i ha acabat superant els Quatre Tigres Asiàtics. L'augment de la productivitat total dels factors (PTF) ha estat el factor més important, ja que la productivitat representa el 40,1% de l'augment del PIB, en comparació amb un descens del 13,2% durant el període 1957-1978, el punt àlgid de les polítiques maoistes. Durant el període 1978-2005, el PIB per càpita xinès va augmentar del 2,7% al 15,7% del PIB per càpita dels EUA i del 53,7% al 188,5% del PIB per càpita de l'Índia. La renda per càpita va créixer un 6,6% anual. El salari mitjà es va multiplicar per sis entre el 1978 i el 2005, mentre que la pobresa absoluta va disminuir del 41% de la població al 5% del 1978 al 2001. Alguns estudiosos opinen que el creixement econòmic de la Xina s'ha subestimat, ja que no es tenien en compte grans sectors de l'economia.

### Impacte en el creixement mundial
La Xina és àmpliament vista com un motor de creixement mundial i regional. Els augments de la demanda xinesa representen el 50, 44 i 66 per cent del creixement de les exportacions de la RAE de Hong Kong de la Xina, el Japó i Taiwan, respectivament, i el dèficit comercial de la Xina amb la resta de l'Àsia oriental va ajudar a reactivar les economies del Japó i el sud-est asiàtic. Els líders asiàtics veuen el creixement econòmic de la Xina com un "motor de creixement per a tota Àsia".

### Efecte sobre la desigualtat

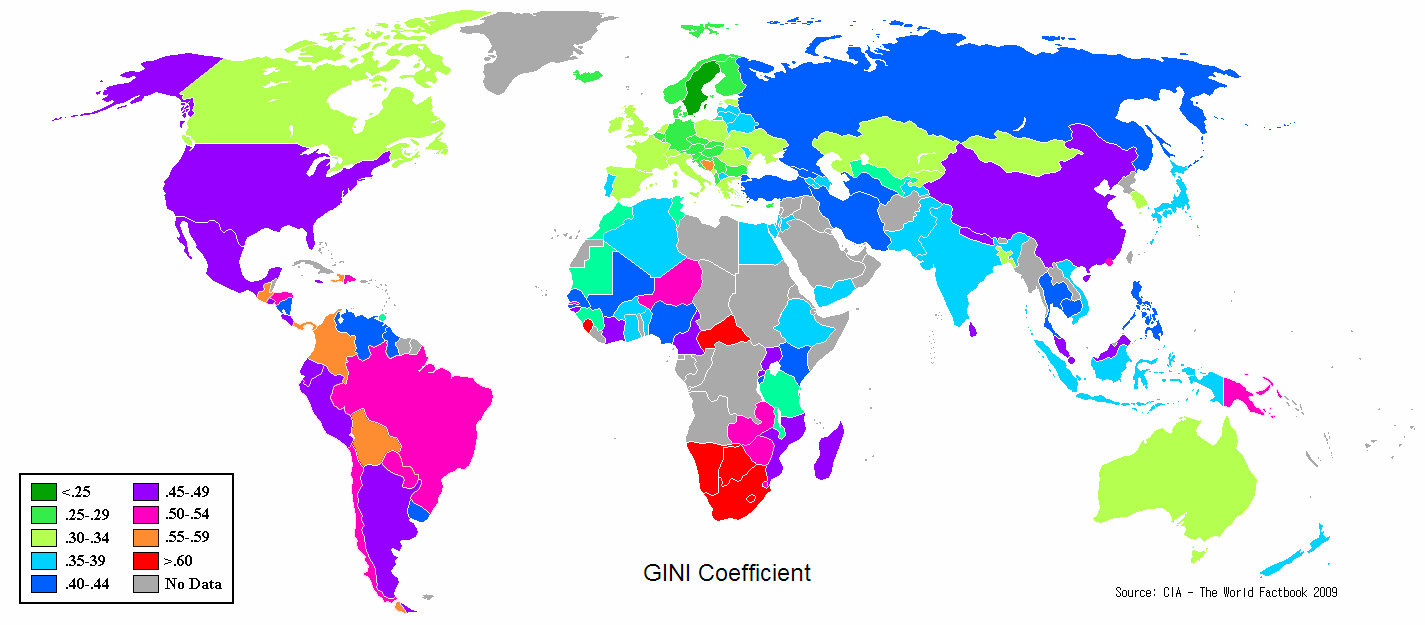
Coeficient de Gini de la distribució de la renda nacional a tot el món (verd fosc: <0,25, vermell: >0,60)

Tot i que les reformes econòmiques han provocat un creixement econòmic important a la Xina, també ha provocat un augment de la desigualtat, la qual cosa ha provocat una reacció negativa i un intent de fer retrocedir les reformes per part la facció de la Nova Esquerra Xinesa. Malgrat el ràpid creixement econòmic, que pràcticament ha eliminat la pobresa a la Xina urbana i l'ha reduït molt a les regions rurals i el fet que els nivells de vida de tothom a la Xina han augmentat dràsticament en comparació amb l'era anterior a la reforma, el coeficient de Gini de la Xina s'estima que està per sobre de 0,45, comparable amb alguns països llatinoamericans com Argentina i Mèxic, així com els Estats Units.
L'augment de la desigualtat s'atribueix a la retirada gradual del sistema de l'estat del benestar a la Xina i a les diferències entre les províncies costaneres i de l'interior. Aquestes últimes estan sobrecarregades per un sector estatal més gran. Alguns estudiosos occidentals han suggerit que cal reviscolar l'estat del benestar i instituir un sistema redistributiu d'impost sobre la renda per alleujar la desigualtat, mentre que alguns economistes xinesos han suggerit que privatitzar els monopolis estatals i distribuir els beneficis entre la població pot reduir la desigualtat.

## Reformes en sectors concrets

### Agricultura

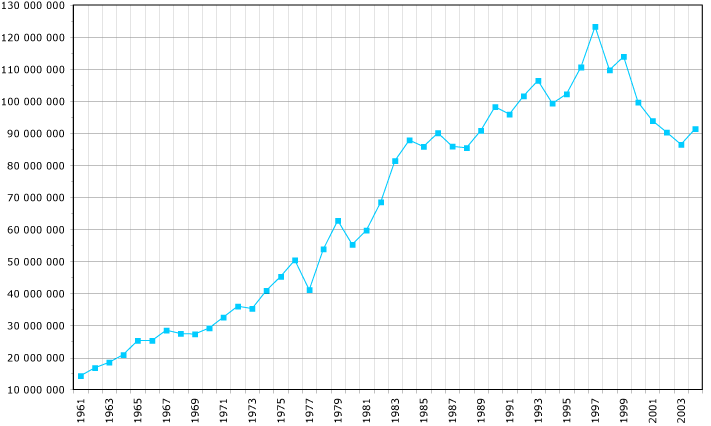
Producció de blat de 1961 a 2004. Dades de la FAO, any 2005. Eix Y: Producció en tones mètriques.

Durant el període previ a la reforma, el rendiment agrícola xinès era extremadament pobre i l'escassetat d'aliments era habitual. Després que Deng Xiaoping implementés el sistema de responsabilitat de la llar, la producció agrícola va augmentar un 8,2% anual, en comparació amb un 2,7% en el període previ a la reforma, malgrat la disminució de la superfície de la terra utilitzada. Els preus dels aliments van caure gairebé un 50%, mentre que els ingressos agrícoles van augmentar.
Zhao Ziyang va escriure a les seves memòries que en els anys posteriors al sistema de contractació de la llar, "l'energia que es va alliberar... era màgica, més enllà del que qualsevol podria haver imaginat. Un problema que es pensava irresoluble s'havia resolt en pocs anys... L'any 1984, els agricultors tenien més gra del que podien vendre. Els magatzems de gra de l'estat estaven plens del programa anual de compres.
Una transformació fonamental va ser l'adopció creixent de cultius comercials per part de l'economia en lloc de només cultivar arròs i gra. La producció de verdures i carn va augmentar fins al punt que la producció agrícola xinesa afegia l'equivalent a la indústria vegetal de Califòrnia cada dos anys. El creixement del sector es va alentir després de 1984, amb una caiguda de l'agricultura del 40% del PIB al 16%; tanmateix, els augments de la productivitat agrícola van permetre alliberar treballadors per a treballar a la indústria i els serveis, alhora que augmentava la producció agrícola.També es va liberalitzar el comerç agrícola i la Xina es va convertir en un exportador d'aliments, un gran contrast amb les seves fams i penúries anteriors.

### Indústria
En el període previ a la reforma, la indústria estava en gran part estancada i el sistema socialista oferia pocs incentius per a millorar la qualitat i la productivitat. Amb la introducció del sistema de doble preu i una major autonomia per als gestors d'empreses, la productivitat va augmentar molt a principis dels anys vuitanta. Les empreses estrangeres i les empreses municipals acabades de crear, propietat dels governs locals i sovint empreses privades de facto, van competir amb èxit amb les empreses estatals. A la dècada del 1990, les privatitzacions a gran escala van reduir la participació de mercat tant de les empreses municipals com de les empreses estatals i van augmentar la participació de mercat del sector privat. La participació del sector estatal en la producció industrial va caure del 81% el 1980 al 15% el 2005. El capital estranger controla bona part de la indústria xinesa i té un paper important.
Des de pràcticament un remans industrial l'any 1978, la Xina és ara el major productor mundial de formigó, acer, vaixells i tèxtils, i té el mercat automobilístic més gran del món. La producció d'acer xinesa es va quadruplicar entre 1980 i 2000, i entre 2000 i 2006 va passar de 128,5 milions de tones a 418,8 milions de tones, un terç de la producció mundial. La productivitat laboral d'algunes empreses siderúrgiques xineses supera la productivitat occidental. Entre 1975 i 1992, la producció d'automòbils de la Xina va passar de 139.800 a 1,1 milions, i va augmentar a 9,35 milions el 2008. Les indústries lleugeres com el tèxtil van experimentar un augment encara més gran, a causa de la reducció de la interferència del govern. Les exportacions tèxtils xineses van augmentar del 4,6% de les exportacions mundials el 1980 al 24,1% el 2005. La producció tèxtil es va multiplicar per 18 durant el mateix període.
Aquest increment de la producció és en gran part el resultat de l'eliminació de barreres a l'entrada i de l'augment de la competència; el nombre d'empreses industrials va passar de 377.300 el 1980 a prop de 8 milions el 1990 i 1996; el cens econòmic de 2004, que excloïa les empreses amb vendes anuals inferiors als 5 milions de RMB, comptava amb 1,33 milions d'empreses manufactureres, i Jiangsu i Zhejiang declararen tenir més empreses que el total nacional de 1980.En comparació amb altres ratxes de creixement industrial de l'Àsia oriental, el rendiment industrial de la Xina va superar el del Japó, però es va mantenir per darrere de les economies de Corea del Sud i Taiwan.

### Comerç i inversió estrangera

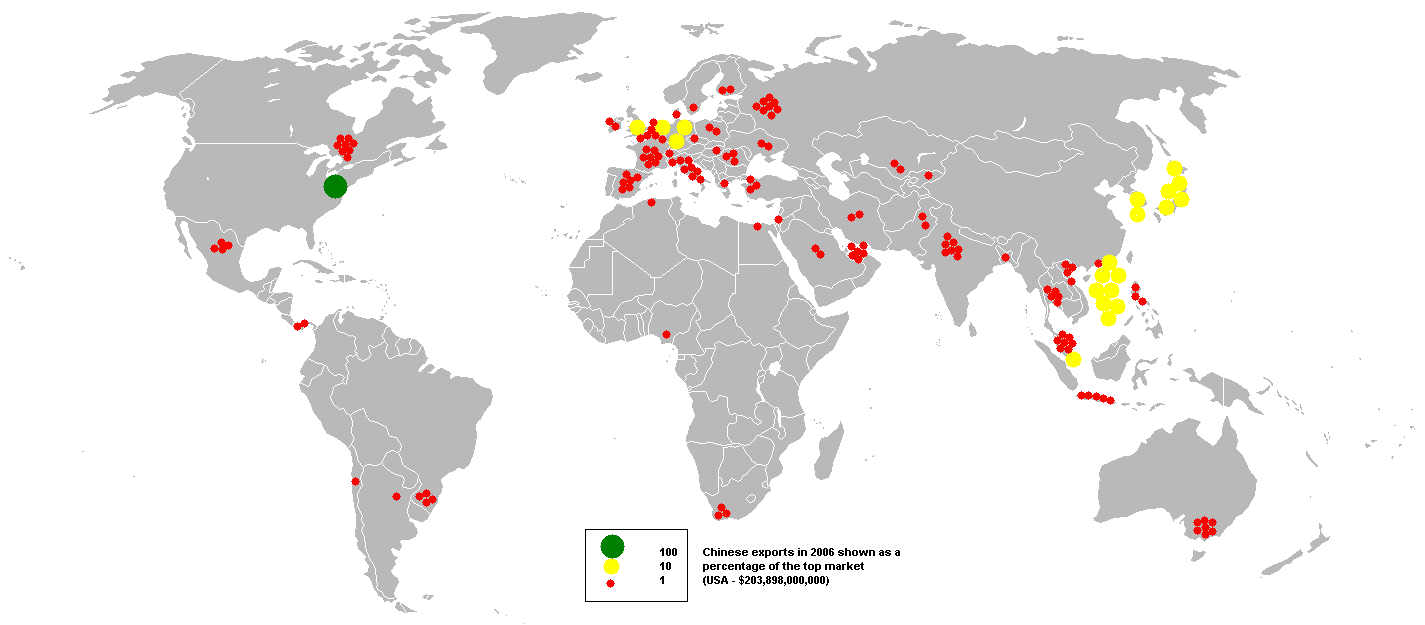
Distribució global de les exportacions xineses el 2006 com a percentatge del mercat principal

La inversió estrangera va ajudar a augmentar molt la qualitat, el coneixement i els estàndards, especialment a la indústria pesant. L'experiència de la Xina dóna suport a l'afirmació que la globalització augmenta considerablement la riquesa dels països pobres. Durant el període de reforma, el govern va reduir els aranzels i altres barreres comercials, amb la taxa aranzelària global que va caure del 56% al 15%. L'any 2001, menys del 40% de les importacions estaven subjectes a aranzels i només el 9% de les importacions estaven subjectes a llicències i quotes d'importació. Fins i tot durant l'era de les primeres reformes, les polítiques proteccionistes sovint s'eludien pel contraban. Quan la Xina es va unir a l'OMC, va acceptar condicions considerablement més dures que altres països en desenvolupament. El comerç va augmentar de menys del 10% del PIB al 64% del PIB durant el mateix període.La Xina es considera el país gran més obert; el 2005, l'aranzel legal mitjà de la Xina sobre productes industrials era del 8,9%. La mitjana era del 30,9% per a l'Argentina, del 27,0% per al Brasil, del 32,4% per a l'Índia i del 36,9% per a Indonèsia.
Als Estats Units de vegades es considera que el superàvit comercial de la Xina amenaça els llocs de treball dels estatunidencs. Als anys 2000, l'administració Bush va aplicar polítiques proteccionistes, com ara aranzels i quotes per limitar la importació de mercaderies xineses. Alguns estudiosos argumenten que el creixent superàvit comercial de la Xina és el resultat del trasllat de les indústries dels països asiàtics més desenvolupats a la Xina, i no un fenomen nou.La política comercial de la Xina, que permet als productors evitar el pagament de l'Impost sobre el Valor Afegit (IVA) per a les exportacions i la infravaloració de la moneda des del 2002, ha donat lloc a un sector exportador sobredesenvolupat i una distorsió de l'economia en general, un resultat que podria dificultar el creixement futur.
La inversió estrangera també es va liberalitzar després de l'arribada al poder de Deng. Les zones econòmiques especials (ZEE) es van crear a principis dels anys vuitanta per atreure capital estranger en eximir-lo d'impostos i regulacions. Aquest experiment va tenir èxit i les ZES es van ampliar per cobrir tota la costa xinesa. Tot i que la inversió estrangera directa (IED) va caure breument després de les protestes estudiantils de 1989, va tornar a augmentar fins als 160.000 milions el 2004.

### Serveis

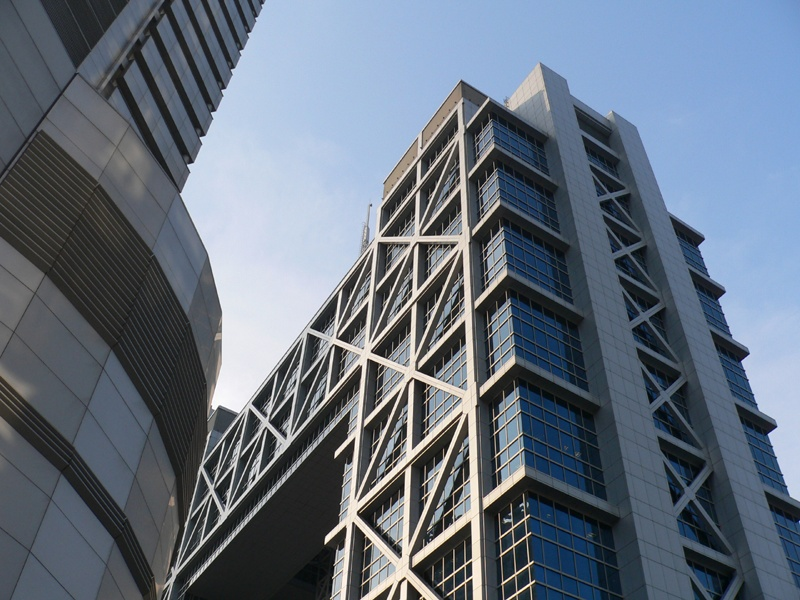
Borsa de Shanghai

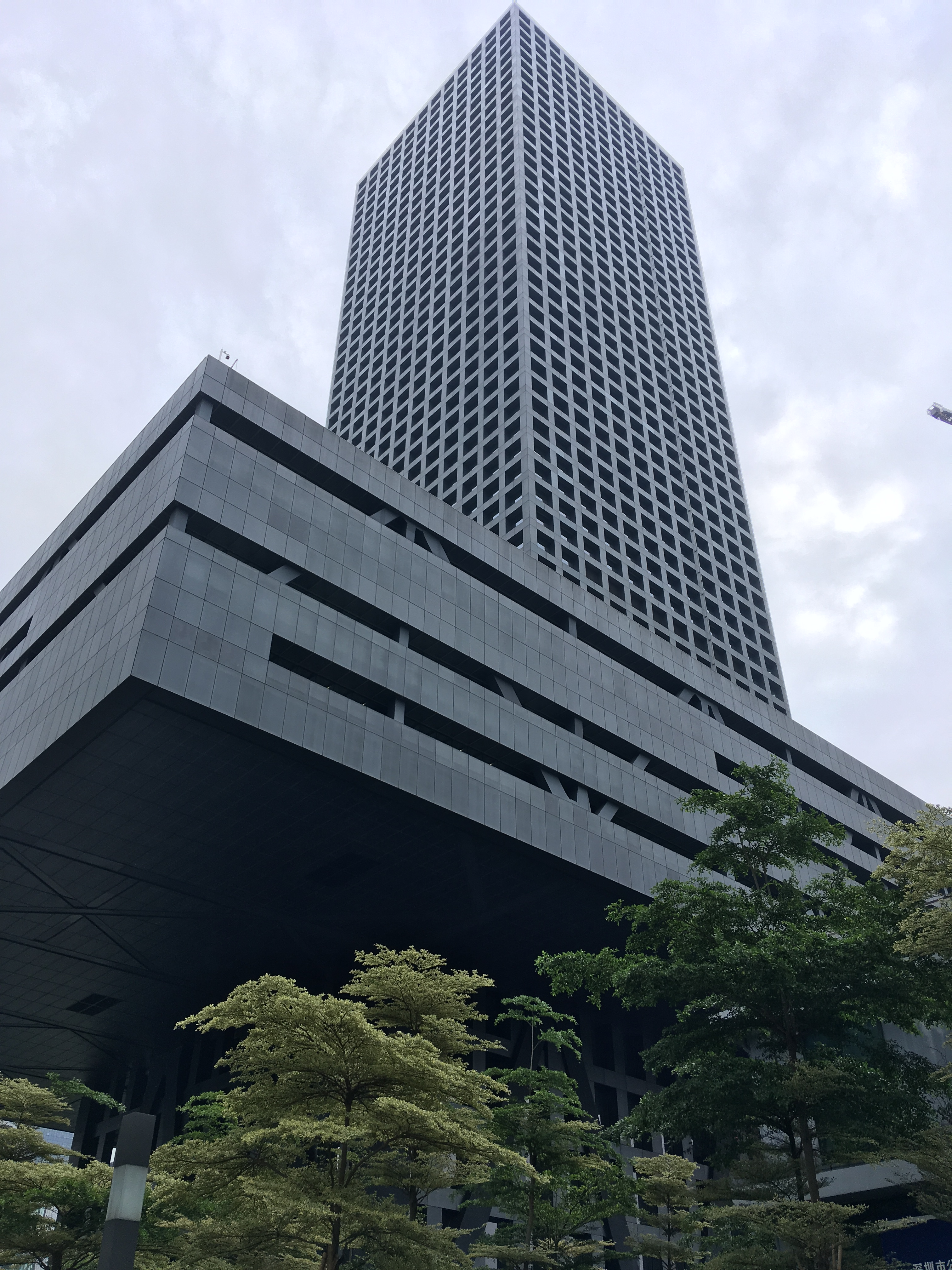
Borsa de Shenzhen

A la dècada del 1990 es va liberalitzar el sector financer.Després que la Xina es va unir a l'Organització Mundial del Comerç (OMC), el sector serveis es va liberalitzar considerablement i es va permetre que hi accedís la inversió estrangera; les restriccions al detall, a l'engròs i a la distribució van acabar. La banca, els serveis financers, les assegurances i les telecomunicacions també es van obrir a la inversió estrangera.
El sector bancari de la Xina està dominat per quatre grans bancs de propietat estatal, que són en gran part ineficients i monopolistes. El banc més gran de la Xina, l'ICBC, és el banc més gran del món. A causa de la ineficiència de la gestió estatal, aquests sectors financers són considerats generalment com una càrrega per a l'economia xinesa. Préstecs de cobrament dubtós, majoritàriament concedits a governs locals i empreses estatals no rendibles amb finalitats polítiques, especialment l'objectiu polític de mantenir baix l'atur, constitueixen un gran drenatge de recursos per al sistema financer i l'economia. Un drenatge que arribà a superar el 22% del PIB el 2000, amb una caiguda al 6,3% el 2006 a causa de la recapitalització governamental d'aquests bancs. L'any 2006, l'import total dels préstecs morosos es va estimar en 160.000 milions de dòlars. Els observadors recomanen la privatització del sistema bancari per solucionar aquest problema, un moviment que es va dur a terme parcialment quan els quatre bancs van sortir a borsa.Els mercats financers de la Xina, la Borsa de Shanghai i la Borsa de Shenzhen, són relativament ineficaços per a captar capital, ja que només representen l'11% del PIB.
A causa de la debilitat dels bancs, les empreses obtenen la major part del capital a través d'un sector financer informal i no convencional desenvolupat durant els anys 1980 i 1990, que consisteix en gran manera en negocis clandestins i bancs privats.El finançament intern és el mètode més important que utilitzen les empreses d'èxit per finançar les seves activitats.
A la dècada de 1980 es va posar molt èmfasi en el paper de la publicitat per assolir els objectius de modernització promoguts per Deng. Es va continuar fent una crida als vells ideals maoistes d'igualitarisme, però això no va inhibir el creixement del consumisme.

### Finances del govern
A l'època anterior a la reforma, el govern es finançava amb els beneficis de les empreses de propietat estatal, com la Unió Soviètica. A mesura que el sector estatal va caure en importància i rendibilitat, els ingressos del govern, especialment els del govern central a Pequín, van caure substancialment i el govern va confiar en un sistema confús d'impostos sobre inventaris. Els ingressos del govern van caure del 35% del PIB a l'11% del PIB a mitjans dels anys noranta, excloent els ingressos de les empreses estatals, amb el pressupost del govern central només al 3% del PIB.El sistema tributari va ser reformat el 1994, quan els impostos sobre els inventaris es van unificar en un únic IVA del 17% sobre totes les activitats de fabricació, reparació i muntatge i un impost especial sobre 11 articles. L'IVA va esdevenir la principal font d'ingressos, en representar la meitat dels ingressos del govern. La reforma del 1994 també va augmentar la participació del govern central en els ingressos, i la va elevar al 9% del PIB.

## Estudis acadèmics

### Raons de l'èxit

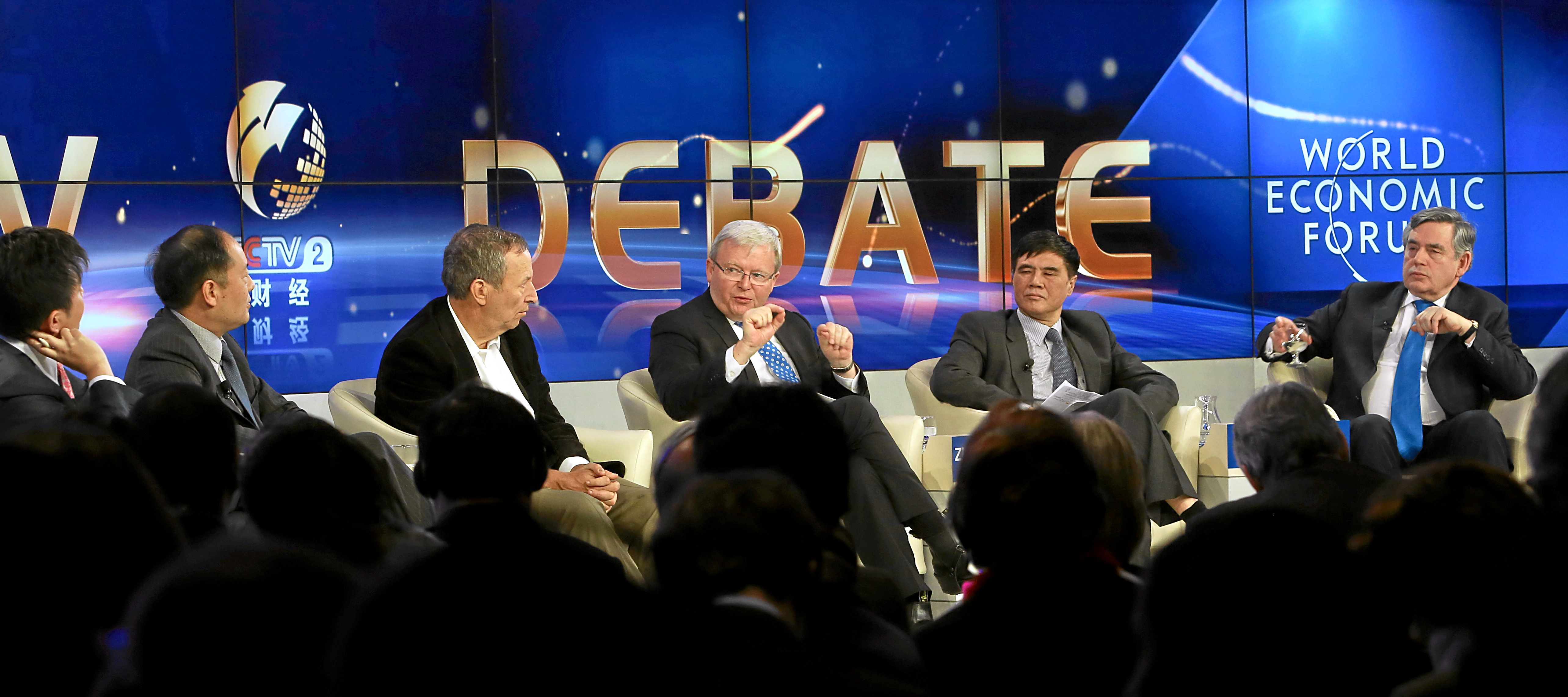
Debat sobre "La propera agenda mundial de la Xina" durant el Fòrum Econòmic Mundial (2013)

Els acadèmics han proposat diverses teories per explicar la transició exitosa de la Xina d'una economia planificada a una economia de mercat socialista, malgrat factors desfavorables com els llegats problemàtics del socialisme, l'erosió considerable de l'ètica del treball, dècades de propaganda contra el mercat i la "generació perduda", l'educació de la qual es va desintegrar enmig de la disrupció de la Revolució Cultural.
Una teoria notable és que la descentralització de l'autoritat estatal va permetre als líders locals experimentar amb diverses maneres de privatitzar el sector estatal i dinamitzar l'economia. Tot i que Deng no va ser el creador de moltes de les reformes, les va aprovar. Una altra teoria se centra en els incentius interns dins del govern xinès, segons els quals els funcionaris que presidien àrees d'alt creixement econòmic tenien més probabilitats de ser promoguts. Això va fer que els governs locals i provincials estiguessin "àvids d'inversions", i competien per reduir les regulacions i les barreres a la inversió, per impulsar tant el creixement econòmic com les seves carreres. Aquestes reformes van ser possibles perquè Deng va cultivar seguidors pro mercat al govern. Herman Kahn argumenta que l'ètica confuciana va tenir un "paper semblant però més espectacular en la modernització de l'Àsia oriental que l'ètica protestant a Europa".
En conjunt, Yuen Yuen Ang argumenta a Foreign Affairs que les reformes polítiques van tenir lloc amb reformes econòmiques durant el govern de Deng, tret que les primeres no van prendre formes occidentals. Ella escriu: "Per descomptat, les reformes de Deng van emfatitzar l'acumulació de capital brut en lloc del desenvolupament holístic, la qual cosa va conduir a la degradació ambiental, la desigualtat i altres problemes socials. Tot i així, sens dubte, van posar en marxa la màquina de creixement de la Xina  en fer que la burocràcia s'orientés als resultats, fos feroçment competitiva i respongués a les necessitats empresarials, qualitats que normalment s'associen a les democràcies". Però això només s'aplica a l'era Deng. Ang assenyala que des del 2012, quan Xi Jinping va assumir el relleu, el nou líder ha revertit les reformes polítiques de Deng i els límits al poder, "de la mateixa manera que les llibertats polítiques s'han tornat imprescindibles per al creixement econòmic continuat."

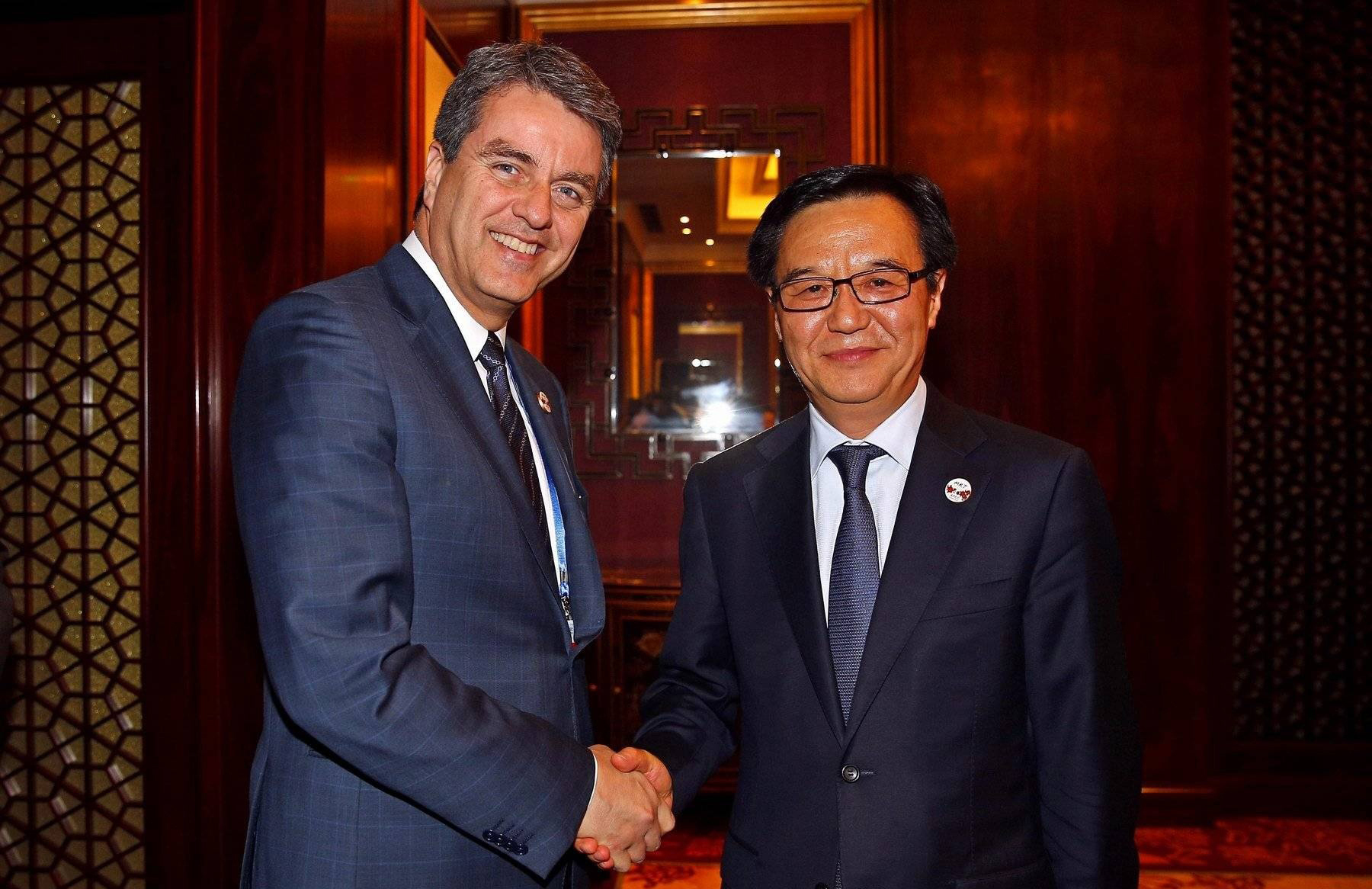
Roberto Azevêdo, Director General de l'Organització Mundial del- Comerç, en una reunió amb el ministre de Comerç de la Xina Gao Hucheng a Qingdao (2014).

L'èxit de la Xina també es deu a l'estratègia de creixement dirigida a l'exportació utilitzada amb èxit pels quatre tigres asiàtics, començant pel Japó entre els anys 1960 i 1970 i altres països recentment industrialitzats. L'any 2001, la Xina es va unir a l'Organització Mundial del Comerç (OMC).A partir del 2006, més de 400 de les empreses de la Fortune 500 havien entrat al mercat xinès, mentre que, al mateix temps, un nombre considerable d'empreses xineses havien obert els seus mercats fora de la Xina. Les ajudes estrangeres a la Xina, incloses les de Hong Kong, Macau i Taiwan, també van tenir un paper important.Des de l'inici de l'obertura, la Xina ha rebut una quantitat important d'ajuda dels principals països desenvolupats, com ara els Estats Units, el Japó, Alemanya, França i el Regne Unit.Per exemple, a través de la seva Ajuda Oficial al Desenvolupament (AOD), el Japó havia ofert a la Xina diverses formes d'ajuda per valor de 3,65 bilions de iens a partir del 2018.D'altra banda, l'assistència dels Estats Units va assolir un total de 556 milions de dòlars el 2012, i ha “ajudat les comunitats tibetanes a millorar els seus mitjans de vida, promoure el desenvolupament sostenible i la conservació del medi ambient i preservar llurs tradicions culturals... també dona suport a programes específics que enforteixen la cooperació en la lluita contra la propagació del VIH/SIDA i d'altres malalties pandèmiques i emergents, així com programes d'estat de dret."
En contrast amb la visió neoliberal que posa èmfasi en els beneficis de la descentralització, l'augment de la privatització i la globalització, el professor Lin Chun conclou que els estudis han demostrat factors previs a la reforma que són, almenys, factors convincents en l'èxit de la Xina.Aquests factors inclouen el fort "capital humà" acumulat durant dècades d'inversions estatals en necessitats bàsiques, com ara l'atenció sanitària i l'educació pública, la propietat col·lectiva estatal i rural de la terra, la retenció d'indústries estratègiques per part del sector públic, el patrocini governamental del comerç. i les transferències de tecnologia, i la despesa pública.
El col·lapse del bloc soviètic i de les economies de planificació central el 1989 va donar un impuls renovat a la Xina per reformar encara més la seva economia mitjançant polítiques diferents per evitar un destí similar. La Xina també volia evitar els experiments ad-hoc russos amb el capitalisme de mercat sota Borís Ieltsin, que van provocar l'ascens d'oligarques poderosos, la corrupció i la pèrdua d'ingressos estatals que van exacerbar la desigualtat econòmica.
La Revolució Cultural va contribuir al creixement econòmic de la Xina a llarg termini. Segons Mancur Olson, la Revolució Cultural va atacar els mateixos administradors i gestors dels quals depenia l'economia xinesa, i el resultat immediat va ser la inestabilitat i el caos administratiu a curt termini. Un resultat a llarg termini va ser que no hi havia tants grups d'interès ben arrelats com a la Unió Soviètica i el Bloc de l'Est, així que quan Deng Xiaoping i els altres pragmàtics prenen el poder, hi havia pocs grups d'interès el lobby dels quals pogués soscavar les reformes de Deng orientades al mercat, perquè la Revolució Cultural havia destruït els interessos estretament arrelats que tenien una participació en el statu quo.

### Comparació amb altres economies en desenvolupament

Tendències de desenvolupament del PIB xinès i indi (1950–2010)

La transició de la Xina d'una economia planificada a una economia de mercat socialista s'ha comparat sovint amb les economies d'Europa de l'Est que estan passant per una transició similar. El rendiment de la Xina ha estat elogiat per evitar els grans xocs i la inflació que van afectar el Bloc de l'Est.Les economies del bloc oriental van experimentar descensos que van variar del 13% al 65% del PIB al començament de les reformes, mentre que el creixement xinès ha estat molt fort des de l'inici de la reforma. La Xina també va aconseguir evitar la hiperinflació del 200 al 1.000% que va experimentar Europa de l'Est.Aquest èxit s'atribueix a l'enfocament gradual i descentralitzat del govern xinès, que va permetre que les institucions del mercat es desenvolupessin fins al punt que podien substituir la planificació estatal. Això contrasta amb l'enfocament del "big bang" d'Europa de l'Est, on el sector estatal es va privatitzar ràpidament amb la compra per part dels empleats, però va conservar gran part de la ineficient gestió anterior.Altres factors que es creu que expliquen les diferències són la major urbanització de les economies de la CEI i les diferències en el benestar social i altres institucions.Un altre argument és que, a les economies d'Europa de l'Est, de vegades es veu que el canvi polític ha fet impossible les reformes gradualistes, de manera que els xocs i la inflació eren inevitables.
El creixement econòmic de la Xina s'ha comparat amb altres països en desenvolupament, com el Brasil, Mèxic i l'Índia. El creixement del PIB a la Xina supera tots els altres països en desenvolupament, amb només l'Índia després de 1990 que s'acosta a l'experiència de la Xina.Els estudiosos creuen que les altes taxes d'inversió, especialment els augments del capital invertit per treballador, han contribuït al rendiment econòmic superior de la Xina. L'economia relativament lliure de la Xina, amb menys intervenció i regulació del govern, és citada pels estudiosos com un factor important en el rendiment superior de la Xina en comparació amb altres països en desenvolupament.

### Crítica i qüestions de desenvolupament

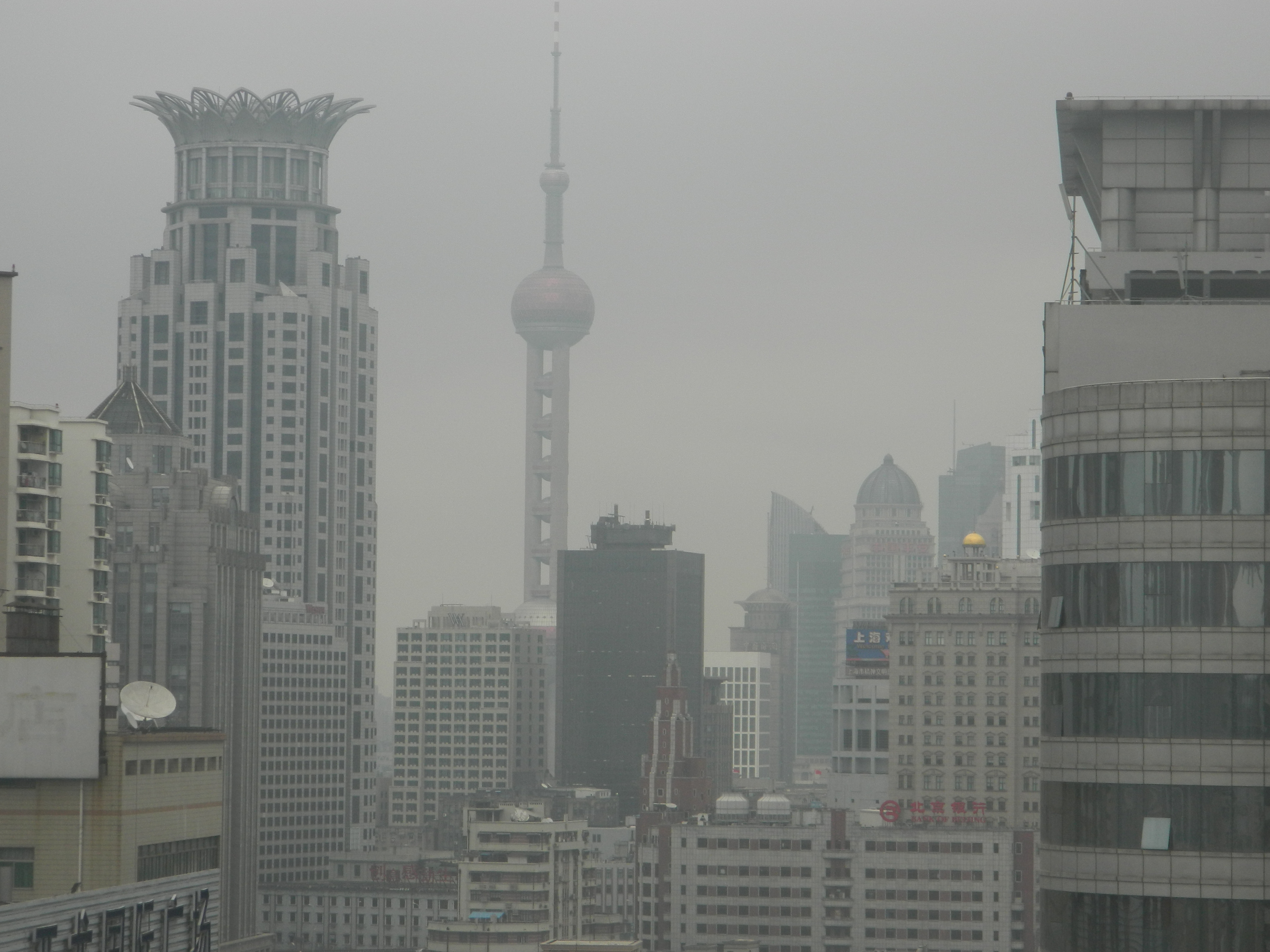
La contaminació de l'aire s'ha convertit en un problema mediambiental important a la Xina com a conseqüència del desenvolupament econòmic. (La imatge mostra una espessa calitja a Lujiazui, Xangai, el 2011.)

Emissions globals de gasos amb efecte d'hivernacle per país (2015)

El govern manté monopolis a diversos sectors, com el petroli i la banca. La recent reversió d'algunes reformes ha portat alguns observadors a qualificar l'any 2008 com el "tercer aniversari de la fi de les reformes".No obstant això, els observadors creuen que l'economia de la Xina pot continuar creixent a taxes del 6 al 8% fins al 2025, tot i que alguns consideren necessària una reducció de la intervenció estatal per a un creixement sostingut.
S'ha informat, fins i tot per l'Oficina Nacional d'Estadística, que al llarg dels anys les xifres del PIB i altres dades econòmiques dels governs locals xinesos es podrien haver inflat o manipulat d'una altra manera.Funcionaris del govern central han dit que els funcionaris del govern local de vegades falsifiquen les dades econòmiques per assolir els objectius de creixement econòmic o per a la promoció personal.
Tot i reduir la pobresa i augmentar la riquesa de la Xina, les reformes de Deng han estat criticades per la Nova Esquerra Xinesa per augmentar la desigualtat i permetre als empresaris privats comprar actius estatals a preus reduïts. Aquestes acusacions van ser especialment intenses durant la disputa Lang-Gu, en què l'acadèmic de la Nova Esquerra Larry Hsien Ping Lang va acusar l'empresari Gu Sujung d'usurpar béns de l'estat, després de la qual cosa Gu va ser empresonat. L'administració Hu–Wen va adoptar algunes polítiques de la Nova Esquerra, com ara aturar les privatitzacions i augmentar la importància del sector estatal en l'economia, i polítiques keynesianes que han estat criticades per alguns economistes xinesos com Zhang Weiying, que defensen una política de desregulació, retallades d'impostos i privatització.
Altres crítiques se centren en els efectes de la ràpida industrialització sobre la salut pública i el medi ambient. Per exemple, la Xina és el major emissor de CO2 del món. Tanmateix, els estudiosos creuen que és poc probable que els problemes de salut pública es converteixin en grans obstacles per al creixement de l'economia de la Xina durant les properes dècades, i els estudis han demostrat que la qualitat de l'aire i altres mesures ambientals a la Xina són millors que les dels països desenvolupats, com els Estats Units. Estats i Japó, al mateix nivell de desenvolupament.La contaminació de l'aire va assolir el seu màxim a principis de la dècada de 2010 i des d'aleshores ha disminuït significativament.
Alguns acadèmics també han refutat les afirmacions que la reforma ha portat a una reducció de la pobresa tan dràstica com la que s'informa. La dramàtica reducció reportada es basa en l'ús del llindar de pobresa del Banc Mundial d'1,90 dòlars al dia, que alguns han argumentat que és un mitjà inexacte per mesurar la pobresa [a la Xina anterior a la reforma, com durant l'era de Mao i la dècada posterior a la seva fi, existia a la Xina un sistema eficaç i d'ampli abast de provisió pública que mantenia els preus baixos, i un sistema de racionament d'aliments que (excepte durant els anys de la Gran Fam) garantia efectivament l'accés als aliments a la gran majoria de la població xinesa.
Utilitzant la "Línia de pobresa de les necessitats bàsiques" de la Xina, calculada a partir dels conjunts de dades de l'OCDE, la proporció de xinesos que no es poden permetre una "cistella de subsistència" (necessitats bàsiques) ha augmentat des del ritme creixent de les reformes a finals dels anys vuitanta i noranta.
Les reformes econòmiques van anar inicialment acompanyades d'una sèrie de reformes polítiques a la dècada de 1980, amb el suport de Deng Xiaoping. Tanmateix, moltes de les reformes polítiques previstes van acabar després de les protestes de la plaça de Tian'anmen de 1989. La manca de reforma política va contribuir al greu problema de corrupció a la Xina.A més, el creixement econòmic de la Xina ha provocat l'augment d'una bombolla immobiliària del 2005 al 2011 i una crisi del sector immobiliari des del 2020.
Des de finals de la dècada de 1970, Deng i altres importants líders com Chen Yun i Li Xiannian van donar suport a la "política de fill únic" per fer front a la crisi de superpoblació. Tot i això, les dades del cens del 2010 mostraven que la taxa de creixement de la població havia caigut a nivells baixos. A causa de la pressió financera i altres factors, moltes parelles joves opten cada cop més per retardar o fins i tot abandonar el pla de criar un segon fill fins i tot després que el govern xinès relaxés en gran manera la política del fill únic a finals del 2015.Això ha provocat l'envelliment de la població xinesa, cosa que, segons els economistes, podria perjudicar l'economia en el futur.

### Citacions
1. 1 2  Ray, Alok «The Chinese Economic Miracle: Lessons to Be Learnt» (en anglès). Economic and Political Weekly, vol. 37, núm. 37, 2002, pàg. 3835–3848. ISSN: 0012-9976. JSTOR: 4412606.
2. 1 2  Harrison, Virginia; Palumbo, Daniele. «China anniversary: How the country became the world's 'economic miracle'» (en anglès).   BBC News, 30-09-2019. [Consulta: 26 desembre 2022].
3. ↑  Faison, Seth «DENG XIAOPING IS DEAD AT 92; ARCHITECT OF MODERN CHINA (publicat el 1997)» (en anglès). The New York Times, 20-02-1997. ISSN: 0362-4331 [Consulta: 12 gener 2021].
4. ↑  Eisenman, Joshua «Analysis | What we really know about China's Reform and Opening Up» (en anglès). The Washington Post. ISSN: 0190-8286.
5. ↑  Ezra F. Vogel. Deng Xiaoping and the Transformation of China (en anglès).  Harvard University Press, 2011. ISBN 9780674725867.
6. ↑  «关于"总设计师"称谓提法的来龙去脉 // Sobre els orígens del títol "arquitecte general"» (en xinès).  Diari del Poble, 30-06-2016. Arxivat de l'original el 12-07-2020. [Consulta: 12 gener 2021].
7. ↑  «The inside story of the propaganda fightback for Deng's reforms» (en anglès).   South China Morning Post, 14-11-2018. Arxivat de l'original el 13-11-2018. [Consulta: 1r maig 2020].
8. ↑   «Quaranta anys de reformes que han transformat la Xina». Ara, 17-12-2018 [Consulta: 24 setembre 2024].
9. ↑  Lin, Justin Yifu; Cai, Fang; Li, Zhou. The China Miracle: Development Strategy and Economic Reform (en anglès0). Edició revisada.  The Chinese University of Hong Kong Press, 2003. ISBN 978-962-201-985-0.
10. ↑  Nayar, Baldev Raj. «Chapter 10 China's Economic Miracle». A: The Geopolitics of Globalization: The Consequences for Development (en anglès).  Oxford University Press, desembre del 2007, p. 181–216. ISBN 9780195672022.
11. ↑  Barboza, David «China Passes Japan as Second-Largest Economy» (en anglès). The New York Times, 15-08-2010. ISSN: 0362-4331 [Consulta: 3 maig 2020].
12. ↑   «China overtakes Japan as world's second-largest economy» (en anglès). The Guardian, 16-08-2010. ISSN: 0261-3077 [Consulta: 3 maig 2020].
13. ↑  Bergsten, C. Fred. The United States vs. China : the quest for global economic leadership (en anglès).  Cambridge: John Wiley & Sons, 2022, p. 86. ISBN 9781509547364. OCLC 1255691875.
14. ↑  Wu, Wei. «Why China's Political Reforms Failed» (en anglès).  The Diplomat, 04-06-2015. Arxivat de l'original el 13-04-2023. [Consulta: 3 maig 2020].
15. ↑  Mitter, Rana; Johnson, Elsbeth «What the West Gets Wrong About China» (en anglès). Harvard Business Review, 01-05-2021. ISSN: 0017-8012 [Consulta: 24 març 2024].
16. ↑  孟永 // Meng Yong «试析改革开放史研究的底层视角 // Una anàlisi de la perspectiva de baix nivell en l'estudi de la història de la reforma i l'obertura» (en xinès). 中共党史研究 // Recerca sobre la història del Partit Comunista de la Xina, 2017. ISSN: 1003-3815.
17. ↑  Zuliu Hu; Mohsin S. Khan. «Why Is China Growing So Fast?» (en anglès).  Fons Monetari Internacional, 01-06-1997. Arxivat de l'original el 24-03-2024.
18. ↑  余晖 // Yu Hui; 周耀东 // Zhou Yaodong «国有企业垄断问题研究：文献回顾及政策建议 // Recerca sobre temes de monopoli de les empreses estatals: revisió de la literatura i suggeriments de polítiques» (en xinès). 《清华-布鲁金斯公共政策研究中心政策报告》系列五 // "Informe de polítiques públiques del Centre Tsinghua-Brookings" Sèrie 5, 6-2013. Arxivat de l'original el 26-02-2022.
19. ↑  Zhang Weiying. «国企主导不可能有公平竞争 // És impossible tenir una competència justa si està dominada per empreses de propietat estatal» (en xinès).   ifeng.com, 2014. Arxivat de l'original el 11-08-2020.
20. ↑  «中共第三份歷史決議全文公布　揭改革開放後的嚴重問題和考驗 // Es publica el text complet de la tercera resolució històrica del Partit Comunista de la Xina, que revela greus problemes i proves després de la reforma i l'obertura.» (en xinès).   HK01. Arxivat de l'original el 23-05-2022. [Consulta: 31 març 2022].
21. 1 2  Longworth, John William; Brown, Colin G.; Waldron, Scott A. Beef in China: Agribusiness Opportunities and Challenges (en anglès).  University of Queensland Press, 2001, p. 248. ISBN 9780702232312.
22. ↑  Engardio, Peter «China Is a Private-Sector Economy» (en anglès). Bloomberg Businessweek, 21-08-2005. Arxivat de l'original el 29 de gener del 2014 [Consulta: 30 setembre 2014].
23. 1 2 3 4  Scissors, Derek «Deng Undone: The Costs of Halting Market Reform in China» (en anglès). Foreign Affairs, vol. 88, núm. 3, maig-juny 2009. Arxivat de l'original el 21-04-20151 [Consulta: 30 setembre 2014].
24. ↑  «Политика реформ и открытости в Китае //Política de reforma i obertura de la Xina» (en rus).   svoitikae.com, 12-07-2023. [Consulta: 12 juliol 2023].
25. 1 2 3  Naughton, Barry. The Chinese economy : transitions and growth (en anglès).  Cambridge, Mass.: MIT Press, 2007, p. 3–5. ISBN 978-0262640640. OCLC 70839809.
26. ↑  Walder, 2015, p. 321.
27. 1 2  Brandt i Rawski, 2008, p. 8.
28. ↑  Walder, 2015, p. 322.
29. ↑  Brandt i Rawski, 2008, p. 7–8.
30. 1 2 3  Weber, 2021, p. 106.
31. ↑  Marquis, Christopher; Qiao, Kunyuan. Mao and Markets: The Communist Roots of Chinese Enterprise (en anglès).  Yale University Press, 15-11-2022. DOI 10.2307/j.ctv3006z6k. ISBN 978-0-300-26883-6.
32. 1 2  Heilmann, Sebastian. Red Swan: How Unorthodox Policy-Making Facilitated China's Rise (en anglès).  The Chinese University of Hong Kong Press, 2018. ISBN 978-962-996-827-4.
33. ↑  «Meet "moderately prosperous" China» (en anglès).   Economist, 21-11-2019. Arxivat de l'original el 04-06-2020. [Consulta: 26 maig 2020].
34. ↑  «Commentary: Sprinting toward a moderately prosperous society» (en anglès).  Xinhuanet, 04-03-2019. Arxivat de l'original el 04-03-2019. [Consulta: 26 maig 2020].
35. ↑  Wong, John «Xiao-kang: Deng Xiaoping's socio-economic development target for China» (en anglès). Journal of Contemporary China, vol. 7, núm. 17, 01-03-1998, pàg. 141–152. DOI: 10.1080/10670569808724309. ISSN: 1067-0564.
36. ↑  Buckley, C. «In Lee Kuan Yew, China Saw a Leader to Emulate» (en anglès). The New York Times, 23-03-2015. Arxivat de l'original el 24 de març del 2015.
37. 1 2  Jin, Keyu. The New China Playbook: Beyond Socialism and Capitalism (en anglès).  Nova York: Viking, 2023. ISBN 978-1-9848-7828-1.
38. ↑  Gregory, Paul R.; Zhou, Kate. «How China Won and Russia Lost» (en anglès).  Institut Hoover, 01-12-2009. [Consulta: 5 octubre 2024].
39. 1 2  Hunt, Michael H. The World Transformed: 1945 to the Present (en anglès).  Boston: Bedford/St. Martin's, 2004, p. 355. ISBN 9780312245832. OCLC 1151774819. LCCN 2003101700.
40. ↑  Brandt i Rawski, 2008, p. 10.
41. 1 2  Brandt i Rawski, 2008, p. 11.
42. ↑  «Open Door Policy» (en anglès).   BBC. Arxivat de l'original el 2017-07-25. [Consulta: 17 maig 2019].
43. ↑  Yun-Wing Sung. The China-Hong Kong Connection: The Key to China's Open Door Policy (en anglès).  Cambridge University Press, 16 de gener del 1992. ISBN 978-0521382458.
44. ↑  Marti, Michael E. China and the Legacy of Deng Xiaoping: From Communist Revolution to Capitalist Evolution (en anlgès).  Brassey's, 2002, p. 13. ISBN 978-1-57488-540-8.
45. 1 2  «Unsung hero of China's opening up is star of Shenzhen museum» (en anglès).   South China Morning Post, 27-12-2018. [Consulta: 5 setembre 2020].
46. ↑  «Shekou Industrial Zone — firsts in reform and opening-up» (en anglès).  China Daily. [Consulta: 5 setembre 2020].
47. ↑  «“七上八下”——漫话中共党史术语系列之六 // "Set amunt i vuit avall" - Part 6 de la sèrie de divagacions sobre terminologia en la història del Partit Comunista Xinès» (en xinès). Arxivat de l'original el 04-12-2021. [Consulta: 2 agost 2021].
48. 1 2  Zhao, Suisheng. The dragon roars back : transformational leaders and dynamics of Chinese foreign policy (en anglès).  Stanford, Califòrnia: Stanford University Press, 2023, p. 54–55. ISBN 978-1-5036-3415-2. OCLC 1332788951.
49. ↑  Cheong, Danson. «Shenzhen – from village to city of opportunities» (en anlgès).   The Straits Times, 07-12-2018. [Consulta: 5 setembre 2020].
50. ↑  «Jan 24–29,1984: Deng Xiaoping visits Shenzhen and Zhuhai – China – Chinadaily.com.cn» (en anglès).   China Daily. [Consulta: 17 juny 2020].
51. ↑  Yuan, Yiming. Studies on China's Special Economic Zones (en anglès).  Springer, 15-03-2017. ISBN 978-981-10-3704-7.
52. ↑  Ezra F. Vogel. 邓小平时代 [L'era de Deng Xiaoping] (en xinès). Traducció: Al xinès per Feng Keli. Traduït i corregit pel departament editorial de la Universitat Xinesa de Hong Kong.  Hong Kong: Chinese University of Hong Kong Press, 2012, p. 364. ISBN 978-962-996-498-6.
53. 1 2 3  Deng Xiaoping. 邓小平文选 [Obres selectes de Deng Xiaoping] (en xinès). Volum 3.  人民出版社 // Editorial Popular, 1994. ISBN 978-7-01-001862-1.
54. ↑  Kau i Marsh, 2016, p. 142.
55. ↑  (Professor associat honorari, Departament d'Història, Universitat de Hong Kong) Dr. Alfred HY Lin. 改革－革命－再革命－繼續革命－告別革命（改革開放）的歷程（1900-2000年）》（中國歷史科教師專業發展課程講座紀錄) ["Reforma - Revolució - Re-Revolució - Continuar la revolució - Adéu al procés de revolució (reforma i obertura) (1900-2000)" (Curs de desenvolupament professional Conferència per al registre de professors d'història xinesa)] (en xinès).  Secció d'Educació Personal, Social i Humanística, Oficina d'Educació (Hong Kong), 2009, p. 160. ISBN 978-988-80069-4-6.
56. ↑  «趙紫陽同情學生遭軟禁 // Zhao Ziyang va ser posat sota arrest domiciliari per simpatitzar amb els estudiants» (en xinès).   Apple Daily, 15-05-2009. Arxivat de l'original el 19-05-2014. [Consulta: 19 maig 2014].
57. ↑  «Hu Yaobang: an icon of China's reform – and of how little has changed» (en anglès).   South China Morning Post, 14-04-2019. [Consulta: 12 gener 2021].
58. ↑  «Zhao Ziyang: The forgotten architect of China's economic reforms | DW | 14.01.2015» (en anglès britànic).  Deutsche Welle, 14-01-2015. Arxivat de l'original el 20-08-2015. [Consulta: 12 gener 2021].
59. ↑  Hornby, Lucy. «Xi versus Deng, the family feud over China's reforms» (en anglès britànic). Financial Times, 15-11-2018. Arxivat de l'original el 2018-11-18. [Consulta: 12 gener 2021].
60. ↑  «Chinese reform politician Wan Li dies at 98». AP NEWS, 16-07-2015. [Consulta: 12 gener 2021].
61. ↑  «Hu Qili Urged People Throughout Country to Help Change China With AM-China, Bjt». AP NEWS. [Consulta: 12 gener 2021].
62. ↑  Bachman, David «Differing Visions of China's Post-Mao Economy: The Ideas of Chen Yun, Deng Xiaoping, and Zhao Ziyang» (en anglès). Asian Survey, vol. 26, núm. 3, 1986, pàg. 292–321. DOI: 10.2307/2644194. ISSN: 0004-4687. JSTOR: 2644194.
63. 1 2 3 4  Wudunn, Sheryl «Chen Yun, a Chinese Communist Patriarch Who Helped Slow Reforms, Is Dead at 89» (en anglès). The New York Times, 11-04-1995. ISSN: 0362-43311 [Consulta: 12 gener 2021].
64. 1 2   «Chen Yun dies» (en anglès). The Washington Post. ISSN: 0190-8286 [Consulta: 12 gener 2021].
65. 1 2  Sullivan, Lawrence R. «Assault on the Reforms: Conservative Criticism of Political and Economic Liberalization in China, 1985–86» (en anglès). The China Quarterly, vol. 114, núm. 114, 1988, pàg. 198–222. DOI: 10.1017/S030574100002676X. ISSN: 0305-7410. JSTOR: 654442.
66. ↑  Exupoli. "Bird Cage Economics" Arxivat 2022-12-08 a Wayback Machine.. Exupoli.net.
67. 1 2 3  Coase, Ronald; Wang, Ning. «A Bird in the Cage: Market Reform under Socialism». A: Ronald Coase. How China Became Capitalist (en anglès).  Londres: Palgrave Macmillan UK, 2012. DOI 10.1057/9781137019370_4. ISBN 978-1-137-01937-0 [Consulta: 12 gener 2021].
68. ↑  Rivers, Matt. «Inside China's Silicon Valley: From copycats to innovation | CNN Business» (en anglès).  CNN, 23-11-2018. [Consulta: 19 setembre 2022].
69. ↑  «The rise of China's 'Silicon Valley' – CNN Video» (en anglès), 19-11-2018. [Consulta: 25 maig 2020].
70. ↑  «A $30 Billion Fortune Is Hiding in China's Silicon Valley» (en anglès).   Bloomberg L.P., 18-10-2021.
71. ↑  «Xinhua Headlines: The rise of China's Silicon Valley» (en anglès).  Xinhua. Arxivat de l'original el 19 de desembre del 2019. [Consulta: 25 maig 2020].
72. ↑  Liu, 2023, p. 39–40.
73. ↑  Liu, 2023, p. 40.
74. ↑  Liu, 2023, p. 340.
75. ↑  Brandt i Rawski, 2008, p. 17–18.
76. 1 2 3  Brandt, Rawski i Sutton, 2008, p. 573.
77. ↑  Lee, Dinah «China's Coastal Cities Seek Foreign Investors» (en anglès). The Washington Post, 25-11-1984. ISSN: 0190-8286 [Consulta: 19 setembre 2022].
78. ↑  Yang, Dali L. «China Adjusts to the World Economy: The Political Economy of China's Coastal Development Strategy» (en anglès). Pacific Affairs, vol. 64, núm. 1, pàg. 42–64. DOI: 10.2307/2760362. ISSN: 0030-851X. JSTOR: 2760362.
79. 1 2 3 4 5  Weber, 2021, p. 220.
80. 1 2 3  Weber, 2021, p. 240.
81. 1 2  Naughton, 2008, p. 105.
82. 1 2 3 4  Naughton, 2008, p. 114.
83. ↑  Walter, Carl E. «Was Deng Xiaoping Right? An Overview of China's Equity Markets» (en anglès). Journal of Applied Corporate Finance, vol. 26, núm. 3, 9-2014, pàg. 8–19. DOI: 10.1111/jacf.12075. ISSN: 1078-1196.
84. ↑  «An old man's ups and downs in China's stock market» (en anglès).   Ambaixada de la República Popular de la Xina a la República de Kenya. Arxivat de l'original el 04-06-2020. [Consulta: 2 maig 2020].
85. ↑  Brandt i Rawski, 2008, p. 22.
86. ↑  Brandt i Rawski, 2008, p. 19.
87. 1 2 3 4  Lin, 2006, p. 259.
88. ↑  «新中国峥嵘岁月 | 建立现代企业制度 // Els anys pròspers de la nova Xina» (en xinès). Arxivat de l'original el 23-12-2020. [Consulta: 11 juny 2020].
89. ↑  Naughton, 2008, p. 116.
90. ↑  Naughton, 2008, p. 128.
91. 1 2  Schoenleber, H. «China's Private Economy Grows Up» (en anglès).   8km.de, 23-09-2006. Arxivat de l'original el 31 d'agost del 2010. [Consulta: 28 agost 2010].
92. ↑  Zhao, Huanxin. «China names key industries for state control» (en anglès).   China Daily, 19-12-2006. Arxivat de l'original el 11 d'octubre del 2017.
93. ↑  Naughton, 2008, p. 129.
94. ↑  «China's New Healthcare could cover millions more» (en anglès).  Time. Arxivat de l'original el 26-08-2013-08-26.
95. ↑  Chovanec, Patrick «China's Real Estate Riddle» (en anglès). Far East Economic Review. Arxivat de l'original el 14-06-2009 [Consulta: 13 març 2010].
96. 1 2  Orlik, Tom «Charting China's Economy: 10 Years Under Hu» (en anglès). The Wall Street Journal, 16-11-2012 [Consulta: 7 juny 2023].
97. ↑  «China overtakes Japan as world's second-biggest economy» (en anglès).   BBC News, 14-02-2011.
98. 1 2  Plantilla:Ref-publicacio
99. ↑  «China ex-security chief gets life term» (en anglès).  BBC News. [Consulta: 11 juny 2015].
100. ↑  «贵州省委原书记孙志刚受贿案一审宣判 // Sun Zhigang, exsecretari del Comitè del Partit Provincial de Guizhou, condemnat en primera instància per un cas de suborn» (en xinès).   news.cn, 29-10-2024. [Consulta: 10 agost 2025].
101. ↑  Kroeber, Arthur R. «Xi Jinping's Ambitious Agenda for Economic Reform in China» (en anglès).  Brookings Institution, 17-11-2013. Arxivat de l'original el 27 de juliol del 2014. [Consulta: 21 juliol 2014].
102. ↑  Denyer, Simon «Creeping reforms as China gives Shanghai Free Trade Zone go-ahead» (en anglès). The Washington Post, 25-08-2013 [Consulta: 4 gener 2023].
103. ↑  Wang, Orange; Leng, Sidney. «Chinese President Xi Jinping's show of support for state-owned firms 'no surprise', analysts say» (en anglès).  South China Morning Post, 28-09-2018. [Consulta: 31 gener 2020].
104. ↑  Whyte, Martin K. «China's economic development history and Xi Jinping's "China dream:" an overview with personal reflections» (en anglès). Chinese Sociological Review, vol. 53, núm. 2, 15-03-2021, pàg. 115–134. DOI: 10.1080/21620555.2020.1833321. ISSN: 2162-0555.
105. ↑  «Chinese enterprises write Communist Party's role into charters – Nikkei Asian Review» (en anglès).   asia.nikkei.com. Arxivat de l'original el 18-08-2017. [Consulta: 18 agost 2017].
106. ↑  «Commentary: Why Chinese state companies are getting the Communist party's attention» (en anglès).   Channel NewsAsia. Arxivat de l'original el 18-08-2017. [Consulta: 18 agost 2017].
107. 1 2  Dalio, Ray. «Principles by Ray Dalio» (en anglès).   principles.com. Arxivat de l'original el 06-01-2021. [Consulta: 3 gener 2021].
108. ↑  Mitchell, Tom «Xi's China: The rise of party politics» (en anglès). Financial Times, 25-07-2016. Arxivat de l'original el 11 de desembre del 2022 [Consulta: 31 gener 2020].
109. ↑  Bradsher, Keith «China and Economic Reform: Xi Jinping's Track Record» (en anglès). The New York Times, 04-03-2017. Arxivat de l'original el 5 de març del 2017. ISSN: 0362-4331 [Consulta: 31 gener 2020].
110. ↑  Tran, Hung. «China's debt-reduction campaign is making progress, but at a cost» (en anglès).  Atlantic Council, 14-03-2023.
111. ↑  Fifield, Anna «As China settles in for trade war, leader Xi emphasizes 'self reliance'» (en anglès). The Washington Post, 02-11-2018 [Consulta: 31 gener 2020].
112. 1 2  Youwei «The End of Reform in China» (en anglès). Foreign Affairs: America and the World, 04-06-2019. Arxivat de l'original el 19-08-2019. ISSN: 0015-7120 [Consulta: 19 agost 2019].
113. 1 2  Tiezzi, Shannon. «Carl Minzner on China's Post-Reform Era» (en anglès).   The Diplomat, 04-04-2018. Arxivat de l'original el 19-08-2019. [Consulta: 19 agost 2019].
114. 1 2  «China: Deng Xiaoping era ends with start of Xi era» (en anglès).   EJ Insight, 06-09-2018. Arxivat de l'original el 19-08-2019. [Consulta: 19 agost 2019].
115. 1 2  «Chinese state tightens grip 40 years after Deng's reforms» (en anglès).   Nikkei Asian Review. Arxivat de l'original el 24-08-2019. [Consulta: 23 agost 2019].
116. 1 2  Westcott, Ben; Lee, Lily. «China sparked an economic miracle — now there's a fight over its legacy» (en anglès).  CNN International Edition, 17-12-2018. Arxivat de l'original el 2 de gener del 2019. [Consulta: 2 gener 2019].
117. 1 2  «Xi Jinping's turn away from the market puts Chinese growth at risk» (en anglès).  Financial Times, 15-01-2019. Arxivat de l'original el 23-08-2019. [Consulta: 23 agost 2019].
118. ↑  Wei, Lingling «China's Xi Speeds Up Inward Economic Shift» (en anglès). The Wall Street Journal, 12-08-2020. ISSN: 0099-9660 [Consulta: 13 agost 2022].
119. ↑   «如何理解“国内大循环”“国内国际双循环 // Com entendre el "gran cicle nacional" i el "cicle dual nacional i internacional"». China Economic Times. Arxivat de l'original el 26-10-2020 [Consulta: 20 octubre 2020].
120. ↑  Lin, Andy; Hale, Thomas; Hudson, Hudson «Half of China's top developers crossed Beijing's 'red lines'» (en anglès). Financial Times, 08-10-2021. Arxivat de l'original el 11 de desembre del 2022 [Consulta: 11 agost 2022].
121. ↑  Oficina General del Comitè Central del PCX. «关于加强新时代民营经济统战工作的意见 // Opinions sobre l'enfortiment del Front Unit de l'economia privada en la nova era» (en xinès).   Xinhua net. Arxivat de l'original el 19 d'octubre del 2020. [Consulta: 15 setembre 2020].
122. ↑  «Full Text: Xi Jinping's Speech on Boosting Common Prosperity – Caixin Global» (en anglès).  Caixin Global, 19-10-2021. [Consulta: 11 agost 2022].
123. ↑  Hass, Ryan. «Assessing China's "common prosperity" campaign» (en anglès).  Brookings Institution, 09-09-2021. [Consulta: 11 agost 2022].
124. ↑  «Xi Jinping handed unprecedented third term as China’s president» (en anglès).  The Guardian. [Consulta: 11 octubre 2022].
125. ↑  «Xi Jinping secures unprecedented third term as China’s president in ceremonial vote» (en anglès).  CNN, 10-03-2023. [Consulta: 11 octubre 2024].
126. ↑  «新华社快讯：习近平在国家主席选举中获得全 // Notícies de l'agència de notícies Xinhua: Xi Jinping va aconseguir la unanimitat a les eleccions presidencials» (en xinès).  Xinhua, 10-03-2023. Arxivat de l'original el 11-03-2023. [Consulta: 10 març 2023].
127. ↑  «雄安综合保税区正式获得国务院批复同意设立 // La Zona Consolidada Integral de Xiongan va rebre oficialment l'aprovació del Consell d'Estat per al seu establiment» (en xinès).   Guancha, 30-06-2023. Arxivat de l'original el 02-07-2023. [Consulta: 2 juliol 2023].
128. ↑  «（受权发布）中华人民共和国对外关系法 // (Publicació autoritzada) Llei de relacions exteriors de la República Popular de la Xina» (en xinès).   xinhuanet, 28-06-2023. Arxivat de l'original el 01-07-2023. [Consulta: 1r juliol 2023].
129. ↑  «中国（新疆）自由贸易试验区正式成立 // Xina (Xinjiang) Es va establir oficialment la Zona Pilot de Lliure Comerç» (en xinès).  China News Service, 02-11-2023. Arxivat de l'original el 02-11-2023. [Consulta: 16 desembre 2023].
130. ↑  «外交部：中国对法、德等6国试行单方面免签政策 // Ministeri d'Afers Exteriors: la Xina implementa una política unilateral d'exempció de visats per a sis països, inclosos França i Alemanya» (en xinès).  Diari del Poble, 24-11-2023. Arxivat de l'original el 29-11-2023. [Consulta: 16 desembre 2023].
131. ↑  «国家外汇管理局扩大跨境贸易投资高水平开放试点 //L'Administració estatal de divises amplia el programa pilot d'obertura d'alt nivell del comerç i la inversió transfronterera» (en anglès).  China News Service, 15-12-2023. Arxivat de l'original el 20-12-2023. [Consulta: 16 desembre 2023].
132. ↑  «中共中央办公厅 国务院办公厅印发《浦东新区综合改革试点实施方案（2023－2027年）》 // L'Oficina General del Comitè Central del PCX i l'Oficina General del Consell d'Estat van emetre el "Pla d'aplicació pilot de la reforma integral de la nova àrea de Pudong (2023-2027)"» (en xinès).   Govern Popular Central de la República Popular de la Xina. Arxivat de l'original el 24-01-2024. [Consulta: 23 gener 2024].
133. ↑  «国务院办公厅关于印发《扎实推进高水平对外开放更大力度吸引和利用外资行动方案》的通知_对外经贸合作_中国政府网 // Avís de l'Oficina General del Consell d'Estat sobre la publicació del "Pla d'acció per promoure sòlidament l'obertura d'alt nivell a l'exterior i fer majors esforços per atraure i aprofitar la inversió estrangera"_Cooperació econòmica i comercial exterior_Web del govern xinès» (en xinès).   Govern de la Xina. Arxivat de l'original el 27-08-2024. [Consulta: 19 març 2024].
134. ↑  Brandt i Rawski, 2008, p. 3.
135. ↑  Heston i Sicular, 2008, p. 28.
136. ↑  Cai, Park i Zhao, 2008, p. 184.
137. ↑  Brandt i Rawski, 2008, p. 2.
138. ↑  Perkins i Rawski, 2008, p. 834.
139. 1 2  Branstetter i Lardy, 2008, p. 668.
140. 1 2  Branstetter i Lardy, 2008, p. 669.
141. ↑  Benjamin et al., 2008, p. 730.
142. ↑  Benjamin et al., 2008, p. 730–731.
143. ↑  Benjamin et al., 2008, p. 774.
144. 1 2  Zhang, Weiyin. «彻底埋葬凯恩斯主义 // Enterreu completament el keynesianisme» (en xinès), 17-02-2009. Arxivat de l'original el 11-05-2011-05-11.
145. 1 2  Huang, Otsuka i Rozelle, 2008, p. 478.
146. 1 2  Huang, Otsuka i Rozelle, 2008, p. 480.
147. ↑  Weber, Isabella. How China escaped shock therapy : the market reform debate (en anglès).  Abingdon, Oxon: Routledge, 2021. ISBN 978-0-429-49012-5. OCLC 1228187814.
148. ↑  Huang, Otsuka i Rozelle, 2008, p. 481–482.
149. ↑  Huang, Otsuka i Rozelle, 2008, p. 483.
150. ↑  Brandt, Rawski i Sutton, 2008, p. 572.
151. ↑  Perkins i Rawski, 2008, p. 862.
152. 1 2  Brandt, Rawski i Sutton, 2008, p. 593.
153. ↑  «China poised to be world’s largest auto market» (en anglès).  NBC News, 24-02-2009. [Consulta: 11 octubre 2024].
154. ↑  Brandt, Rawski i Sutton, 2008, p. 588.
155. 1 2  Brandt i Rawski, 2008, p. 13.
156. ↑  Brandt, Rawski i Sutton, 2008, p. 570.
157. ↑  Branstetter i Lardy, 2008, p. 635–638.
158. ↑  Branstetter i Lardy, 2008, p. 655.
159. ↑  Brandt i Rawski, 2008, p. 1–3.
160. ↑  Branstetter i Lardy, 2008, p. 656.
161. ↑  Branstetter i Lardy, 2008, p. 676.
162. ↑  Branstetter i Lardy, 2008, p. 640–642.
163. ↑  Haggard i Huang, 2008, p. 339.
164. ↑  Branstetter i Lardy, 2008, p. 657.
165. ↑  Branstetter i Lardy, 2008, p. 658–659.
166. ↑  Allen, 2008, p. 522.
167. ↑  Perkins i Rawski, 2008, p. 866.
168. ↑  Allen, 2008, p. 523.
169. ↑  Allen, 2008, p. 528.
170. ↑  Allen, 2008, p. 530.
171. ↑  Allen, 2008, p. 514.
172. 1 2  Allen, 2008, p. 556.
173. ↑  Zhao, Xin; Belk, Russell W. «Politicizing Consumer Culture: Advertising's Appropriation of Political Ideology in China's Social Transition» (en anglès). Journal of Consumer Research, vol. 35, núm. 2, 8-2008, pàg. 231–244. DOI: 10.1086/588747. ISSN: 0093-5301.
174. ↑  Wong i Bird, 2008, p. 431.
175. ↑  Wong i Bird, 2008, p. 440.
176. ↑  Wong i Bird, 2008, p. 434.
177. ↑  Calhoun, Craig; Wasserstrom, Jeffrey N. «The Cultural Revolution and the Democracy Movement of 1989: Complexity in Historical Connections». A: Law, Kam-yee. The Chinese cultural revolution reconsidered: beyond purge and holocaust (en anglès).  Palgrave Macmillan, 2003, p. 247. ISBN 978-0-333-73835-1 [Consulta: 20 octubre 2011].
178. ↑  Brandt i Rawski, 2008, p. 17-18.
179. ↑  Brandt i Rawski, 2008, p. 18–19.
180. ↑  Kahn, 1979, p. 455.
181. ↑  Ang, Yuen Yuen. «Autocracy With Chinese Characteristics» (en anglès).  Foreign Affairs, maig-juny 2018.
182. ↑  Sharma, Shalendra D. «China's Economic Transformation» (en anglès). Global Dialogue, vol. 9, núm.s 1–2, hivern-primavera 2007. Arxivat de l'original el 13-05-2013 [Consulta: 30 setembre 2014].
183. ↑  «WTO | China – Member information» (en anglès).   www.wto.org. [Consulta: 20 juny 2020].
184. ↑  Zhang, Jianping; Liu, Huan. «改革开放40年："引进来"与"走出去" // 40 anys de reforma i obertura: "entrar" i "sortir"» (en xinès).  Qiushi, 09-03-2019. Arxivat de l'original el 03-01-2021. [Consulta: 19 juny 2020].
185. 1 2 3 4  Yuan, Xiaobin. «发达国家对华援助"不手软" // Els països desenvolupats són "implacables" en la seva ajuda a la Xina» (en xinès).  NetEase. Arxivat de l'original el 03-01-2021. [Consulta: 18 juny 2020].
186. 1 2  «中国还需要发达国家的政府援助吗？ // La Xina encara necessita ajuda governamental dels països desenvolupats?» (en xinès).  Phoenix Television, 17-11-2009. Arxivat de l'original el 08-01-2021. [Consulta: 18 juny 2020].
187. 1 2  «China | ForeignAssistance.gov» (en anglès).   www.foreignassistance.gov. Arxivat de l'original el 20-06-2020.
188. ↑  «Japan to discontinue development assistance projects for China: Taro Kono» (en anglès). The Japan Times, 23-10-2018. [Consulta: 18 juny 2020].
189. 1 2  Lin, 2006, p. 2.
190. ↑  Dorn, James A. «Economic Development and Freedom: The Legacy of Peter Bauer» (en anglès). Cato Journal. Cato Institute, vol. 22, núm. 2, tardor 2002. Arxivat de l'original el 06-10-2014 [Consulta: 30 setembre 2014].
191. ↑  Remnick, David «Can Russia Change?» (en anglès). Foreign Affairs, vol. 76, núm. 1, gener-febrer 1997, pàg. 35–49. Arxivat de l'original el 14-04-2014. DOI: 10.2307/20047908. JSTOR: 20047908 [Consulta: 30 setembre 2014].
192. ↑  Olson, Mancur. Power and prosperity : outgrowing communist and capitalist dictatorships (en anglès).  Nova York: Basic Books, 2000, p. 167. ISBN 978-0465051960.
193. ↑  Svejnar, 2008, p. 68.
194. ↑  Svejnar, 2008, p. 74.
195. ↑  Svejnar, 2008, p. 76.
196. ↑  Svejnar, 2008, p. 69–70.
197. ↑  Svejnar, 2008, p. 72.
198. ↑  Naughton, 2008, p. 96.
199. 1 2  Heston i Sicular, 2008, p. 37.
200. ↑  Heston i Sicular, 2008, p. 46.
201. ↑  Perkins i Rawski, 2008, p. 879.
202. ↑  Perkins i Rawski, 2008, p. 865.
203. 1 2  «China's economic census uncovers more fake data» (en anglès).   South China Morning Post, 20-06-2019. [Consulta: 20 maig 2021].
204. ↑  «Study Suggests That Local Chinese Officials Manipulate GDP» (en anglès).  Universitat Yale, 11-02-2020. Arxivat de l'original el 03-04-2020. [Consulta: 20 maig 2021].
205. ↑  Watts, Gordon. «Fake figures cloud China's economic data» (en anglès americà).   Asia Times, 18-10-2019. [Consulta: 20 maig 2021].
206. ↑   «China's GDP Growth Pace Was Inflated for Nine Years, Study Finds» (en anglès). Bloomberg.com, 08-03-2019. Arxivat de l'original el 08-03-2019 [Consulta: 20 maig 2021].
207. ↑  «Why China's dramatic economic recovery might not add up» (en anglès).  The Guardian.
208. ↑  Pham, Sherisse. «Chinese province admits falsifying economic data for years» (en anglès).   CNNMoney, 18-01-2017. [Consulta: 20 maig 2021].
209. ↑  Wàn, Jìng «郎顾之争：一场远没有结束的论战 // La polèmica Lang-Gu: un debat que està lluny d'haver acabat» (en xinès). Hexun, 30-10-2008. Arxivat de l'original el 23 de juliol del 2011.
210. ↑  Error: hi ha títol o url, però calen tots dos paràmetres.«» (en anglès).   www.ucsusa.org. [Consulta: 5 maig 2021].
211. ↑  Perkins i Rawski, 2008, p. 870–871.
212. ↑  Jayaram, Kripa; Kay, Chris; Murtaugh, Dan «China Reduced Air Pollution in 7 Years as Much as US Did in Three Decades» (en anglès). Bloomberg News, 14-06-2022 [Consulta: 7 juny 2023].
213. ↑  «China has Quickly and Sharply Reduced Pollution Since Enacting Strict Policies» (en anglès americà).   EPIC. [Consulta: 7 juny 2023].
214. ↑  Drèze, Jean; Sen, Amartya. Hunger and Public Action (en anglès). Edició il·lustrada, reimpresa i revisada el 2002.  Clarendon Press, Oxford University Press, 1989, p. 209 (WIDER Studies in Development Economics). ISBN 9780198283652.
215. ↑  Sullivan, Dylan; Moatsos, Michail; Hickel, Jason «Capitalist reforms and extreme poverty in China: Unprecedented progress or income deflation?» (en anglès). New Political Economy, volum 29, 2023, pàg. 1–21. DOI: 10.1080/13563467.2023.2217087.
216. ↑  Moatsos, Michail. «Global extreme poverty: present and past since 1820». A: How Was Life? Volume II. New Perspectives on Well-being and Global Inequality since 1820 (en anglès).  París: Publicacions de l'OCDE, 2021, p. 186–212. ISBN 9789264403154.
217. ↑  Wang, Yuhua «Analysis | How has Tiananmen changed China?» (en anglès). The Washington Post. Arxivat de l'original el 4 de juny del 2019. ISSN: 0190-8286 [Consulta: 5 maig 2021].
218. ↑  He, Zengke «Corruption and anti-corruption in reform China» (en anglès). Communist and Post-Communist Studies, vol. 33, núm. 2, 01-06-2000, pàg. 243–270. DOI: 10.1016/S0967-067X(00)00006-4. ISSN: 0967-067X.
219. ↑  Yifan Xie, Stella «The $52 Trillion Bubble: China Grapples With Epic Property Boom» (en anglès). The Wall Street Journal, 17-07-2020. ISSN: 0099-9660 [Consulta: 5 maig 2021].
220. ↑  Greenhalgh, Susan «Missile Science, Population Science: The Origins of China's One-Child Policy» (en anglès). The China Quarterly, vol. 182, núm. 182, 2005, pàg. 253–276. DOI: 10.1017/S0305741005000184. ISSN: 0305-7410. JSTOR: 20192474.
221. ↑  Cai, Yong «China's New Demographic Reality: Learning from the 2010 Census» (en anglès). Population and Development Review, vol. 39, núm. 3, 01-09-2013, pàg. 371–396. DOI: 10.1111/j.1728-4457.2013.00608.x. ISSN: 0098-7921. PMC: 4302763. PMID: 25620818.
222. ↑  Zhou, C. «A look inside the struggles and benefits of China's 'little emperor' generation» (en anglès australià).  Australian Broadcasting Corporation, 03-02-2018. [Consulta: 5 maig 2021].
223. 1 2  «How China's Demographic Time Bomb Threatens its Economy» (en anglès).   Wharton Business. Arxivat de l'original el 21-08-2018. [Consulta: 5 maig 2021].
224. ↑  Pak, Jennifer. «Cost of child rearing in China hinders baby boom» (en anglès americà).   Marketplace, 09-10-2020. [Consulta: 5 maig 2021].
225. ↑  Myers, Steven Lee; Wu, Jin; Fu, Claire «China's Looming Crisis: A Shrinking Population» (en anglès). The New York Times, 17-01-2019. ISSN: 0362-4331 [Consulta: 5 maig 2021].
226. ↑  «Could China's population crisis be reaching a point of no return?» (en anglès).   South China Morning Post, 25-03-2021. [Consulta: 5 maig 2021].